# Inwazja Rosji na Ukrainę
Ten artykuł dotyczy trwającego wydarzenia. Informacje w nim zamieszczone mogą się zmienić lub zdezaktualizować wraz z postępem zdarzenia, a początkowe doniesienia mogą być niepewne. Ostatnie zmiany tego artykułu mogą nie odzwierciedlać najbardziej aktualnych informacji.
Inwazja Rosji na Ukrainę, wojna rosyjsko-ukraińska (w rosyjskiej propagandzie „specjalna operacja wojskowa”, ros. специальная военная операция; w skrócie SWO, ros. СВО) – inwazja na Ukrainę rozpoczęta 24 lutego 2022 roku przez Rosję, stanowiąca eskalację wojny trwającej od 2014 roku. Została poprzedzona rosyjskimi żądaniami wykluczenia możliwości dalszego poszerzania NATO i redukcji potencjału militarnego sojuszu w Europie Środkowo-Wschodniej do stanu sprzed 1997 roku.
Rosja zaczęła gromadzić swoje wojska wzdłuż granicy z Ukrainą na przełomie października i listopada 2021. W lutym 2022 przeprowadzone zostały ćwiczenia wojskowe na Białorusi wspólne z siłami zbrojnymi tego kraju, po których wojska rosyjskie nie wróciły już do Rosji.
17 lutego w rejonie frontu z separatystycznymi republikami, Ługańską i Doniecką, zaczęły nasilać się ostrzały, o które Rosja oskarżała Ukraińców. Następnie Rosja wysunęła oskarżenia: pod adresem Ukraińców – o „ludobójstwo”, a pod adresem Zachodu – o „zachęcanie Kijowa do agresji militarnej”. 21 lutego Rosja uznała niepodległość „republik”, których przedstawiciele 23 lutego zwrócili się o pomoc w odparciu „agresji”.
24 lutego wojska zgromadzone wzdłuż granic Ukrainy ruszyły do natarcia. Pierwsze dni konfliktu nie przyniosły Rosjanom spektakularnych sukcesów, za to w ogromnym stopniu zjednoczyły Ukraińców w oporze przeciw najeźdźcom, natomiast opinię publiczną wielu państw świata, włączając w to rządy i organizacje międzynarodowe, w proteście przeciw inwazji. Wobec Rosji zostały wdrożone znaczące sankcje gospodarcze (a oprócz nich także działania symboliczne, m.in. wykluczenie rosyjskich reprezentacji z ważnych sportowych imprez międzynarodowych), natomiast Ukraina otrzymała pomoc, włączając w to zarówno wsparcie humanitarne, jak i wojskowe. Od stycznia 2022 roku do marca 2024 roku Ukraina otrzymała z zagranicy pomoc o wartości ponad 380 miliardów dolarów, w tym 118 miliardów pomocy wojskowej.

## Kontekst

### Buforowa rola Ukrainy
Z punktu widzenia władz Rosji Ukraina postrzegana jest geostrategicznie jako bufor oddzielający ją od Organizacji Traktatu Północnoatlantyckiego (NATO). Również potencjał demograficzny i gospodarczy Ukrainy sprawia, że Rosja wielokrotnie podejmowała próby włączenia jej do kontrolowanych przez siebie eurazjatyckich struktur integracyjnych. Natomiast ewentualny sukces demokratycznej transformacji Ukrainy, poprzez przyjmowanie przez nią standardów europejskich i integrację polityczno-gospodarczą ze strukturami zachodnimi, według Rosji stanowi zagrożenie zarówno dla bezpieczeństwa Federacji Rosyjskiej, jak i dla stabilności rządzącego nią autorytarnego reżimu.
W 2014 roku Rosja, w odpowiedzi na obalenie prorosyjskiego prezydenta Ukrainy Wiktora Janukowycza, doprowadziła do oderwania Krymu od Ukrainy, a następnie do zbrojnej secesji części obwodów donieckiego i ługańskiego, prowadzącej do faktycznej wojny rosyjsko-ukraińskiej na wschodzie kraju. Paradoksalnie z punktu celów rosyjskich, doprowadziło to do dominacji wśród ludności Ukrainy nastrojów antyrosyjskich i zacieśnienia relacji z Unią Europejską oraz współpracy wojskowej z NATO. Jej armia, której efektywność była krytykowana w 2014 roku, została zreorganizowana, lepiej wyszkolona z pomocą państw NATO, oraz doposażona w nowsze uzbrojenie, w tym kupowane na Zachodzie. Spowodowało to też zwiększenie aktywności wojskowej USA w krajach wschodniej flanki NATO.
12 lipca 2021 roku prezydent Rosji Władimir Putin opublikował manifest historiozoficzny „O historycznej jedności Rosjan i Ukraińców”, który odwoływał się do propagandowo dobranych i zinterpretowanych faktów historycznych i został odczytany przez komentatorów za oficjalną manifestację zamiarów Rosji w stosunku do Ukrainy oraz ultimatum postawione jej władzom, grożące rozbiorem państwa. Wyraził w nim pogląd, że Wielkorusi (Rosjanie), Małorusi (Ukraińcy) i Białorusini są jednym narodem, a teza o istnieniu trzech odrębnych narodów słowiańskich została utrwalona przez politykę ZSRR oraz państwa obce. Putin stwierdził, że dzisiejsza Ukraina jest „w pełni tworem epoki radzieckiej” i w znacznej mierze powstała kosztem historycznej Rosji, która została „de facto okradziona” przez arbitralne decyzje terytorialne bolszewików. Odciągnięcie Ukrainy od Rosji przedstawił jako celowe działania państw zachodnich, które „zawsze próbowały podkopać naszą jedność”, wręcz kontrolują Ukrainę i instalują tam infrastrukturę NATO, podczas gdy miliony Ukraińców myślą o Rosji „z wielką miłością”, jaką i Rosjanie czują do Ukrainy. Oskarżył władze ukraińskie o tworzenie pod bezpośrednim zarządem zagranicy projektu „anty-Rosji”, uderzenie w język rosyjski, a także w duchową jedność prawosławnych Słowian, przez planowanie podziału Cerkwi. Zagroził, że „nigdy nie pozwolimy, żeby nasze historyczne ziemie i bliscy nam mieszkający tam ludzie zostali wykorzystani przeciw Rosji”, a ci, którzy podejmą taką próbę, „zniszczą swój kraj”. Według analityków, działania Putina były motywowane chęcią zapisania się w historii jako jeden z wielkich rosyjskich przywódców, przywracający potęgę państwa rosyjskiego w Europie przez przyłączenie Ukrainy.

### Eskalacja napięć rosyjsko-ukraińskich
Konflikt zbrojny w Donbasie stanowił zarówno zagrożenie dla bezpieczeństwa Ukrainy, jak i chroniczny punkt zapalny generujący problemy polityczne i gospodarcze.
Rosja testowała reakcję Zachodu już w kwietniu 2021 r., poprzez demonstracyjne ruchy znacznych sił na terenie przygranicznym z Ukrainą. Działania te nie przyniosły wprawdzie ustępstw ze strony Ukrainy, ale też ówczesne reakcje innych państw w formie deklaracji zaniepokojenia mogły sugerować, że w sytuacji rzeczywistej agresji ich reakcja byłaby również ograniczona.
Na przełomie marca i kwietnia 2021 Rosja zaczęła gromadzić tysiące żołnierzy oraz sprzęt wojskowy w pobliżu swojej granicy z Ukrainą, co stanowiło największą mobilizację sił od czasu aneksji Krymu w 2014 roku. Przyczyniło się to do powstania międzynarodowego kryzysu i wywołało obawy związane z potencjalną inwazją. Oddziały zostały częściowo usunięte m.in. z Półwyspu Krymskiego w maju 2021, po ogłoszeniu ministra obrony Rosji Siergieja Szojgu. We wrześniu 2021 roku Rosja przeprowadziła wspólnie z Białorusią wzdłuż ukraińskich i NATO-wskich granic cykliczne manewry „Zapad 2021”, na największą skalę od czasu rozpadu ZSRR. Po ich zakończeniu Rosja pozostawiła na poligonach wzdłuż granicy z Ukrainą sprzęt wojskowy oraz centra dowodzenia. Kryzys został wznowiony na przełomie października i listopada 2021 roku, kiedy zarejestrowano ponowne rozmieszczanie się wojsk rosyjskich przy granicy z Ukrainą w liczbie do 90 tysięcy.
Czynnikiem sprzyjającym Rosji w realizacji eskalacji napięć był też gwałtowny wzrost cen nośników energii, zwłaszcza na rynku europejskim. Związany z tym kryzys został podgrzany również działaniami Rosji. Oceniano, że te w tych okolicznościach Unia Europejska, w obawie przed dalszą destabilizacją rynku energetycznego, będzie mniej skłonna do ostrej reakcji. Analitycy wskazywali, że władze Rosji nie wierzyły w determinację państw zachodnich do pomocy Ukrainie i wprowadzenia poważnych sankcji, a nadto Rosja zgromadziła znaczne rezerwy walutowe, które miały jej pomóc przetrwać sankcje. Okolicznościami, które mogły uprawdopodobnić oczekiwanie słabej i niekonsekwentnej reakcji państw zachodnich były: upadek prestiżu USA po pośpiesznym wycofaniu sił z Afganistanu, zastąpienie w Niemczech wieloletniej kanclerz Angeli Merkel przez nowy niesprawdzony rząd, osłabienie ekonomiczne Wielkiej Brytanii po Brexicie, oraz wybory prezydenckie we Francji w 2022 roku, zmuszające prezydenta Macrona do skupienia się na reelekcji.

### Żądania Rosji wobec NATO i stanowisko państw zachodnich
Z kryzysem ukraińsko-rosyjskim związane są żądania Rosji wobec państw zachodnich, która domagała się gwarancji nierozszerzania NATO i ograniczenia aktywności na jego wschodniej flance. Władze Rosji w drugiej połowie 2021 roku wielokrotnie w mediach prezentowały stanowisko, że Ukraina jest bezpośrednio kontrolowana przez państwa zachodnie i ekspansja wojskowa NATO na jej terytorium już trwa, co stanowi zagrożenie dla Federacji Rosyjskiej. W grudniu 2021 Rosja przedstawiła dwa projekty traktatów zawierających żądania tego, co nazwała „gwarancjami bezpieczeństwa”, w tym prawnie wiążącą obietnicę, że Ukraina nie przystąpi do NATO, a także redukcję wojsk NATO i sprzętu wojskowego stacjonującego w Europie Środkowo-Wschodniej. Niespełnienie żądań spotkałoby się z nieokreśloną odpowiedzią wojskową.
Działania sił rosyjskich były cały czas monitorowane przez wywiady i rozpoznanie elektroniczne państw zachodnich. W październiku 2021 roku wywiad USA poinformował prezydenta Joego Bidena o planowanej zimą pełnoskalowej inwazji Rosji na Ukrainę i jej kierunkach oraz planach zabicia prezydenta Zełenskiego. Na skutek tego, 2 listopada dyrektor CIA William Burns został wysłany z misją do Moskwy, aby odwieść władze rosyjskie od planów ataku i uprzedzić o sankcjach, co nie przyniosło rezultatu. W tym okresie o ustaleniach wywiadu USA zostały też poinformowane władze Ukrainy oraz bliscy sojusznicy USA.
9 i 10 stycznia 2022 odbyły się w Genewie rozmowy USA–Rosja na temat przedstawionych przez Rosję w połowie grudnia 2021 r. żądań w sferze bezpieczeństwa europejskiego. 12 stycznia 2022 odbyło się posiedzenie Rady NATO–Rosja z udziałem przedstawicieli 30 państw członkowskich NATO. Delegacja rosyjska podtrzymała na nim żądania dotyczące prawnie wiążących „gwarancji bezpieczeństwa” w zakresie nierozszerzania NATO, nierozmieszczania w krajach graniczących z Rosją systemów uderzeniowych mogących razić cele na jej obszarze, nierozlokowywania w Europie rakiet średniego i pośredniego zasięgu, likwidacji infrastruktury powstałej na terytorium członków, którzy wstąpili do NATO po 1997 r. oraz wycofania z tych państw sił natowskich. NATO odrzuciło te prośby, a Stany Zjednoczone ostrzegły Rosję przed „szybkimi i surowymi” sankcjami gospodarczymi w przypadku dalszej inwazji na Ukrainę.

### Bezpośrednie przygotowania do inwazji
| Ukraina             |                                        | Rosja                 |
| ------------------- | -------------------------------------- | --------------------- |
| 209 000             | Aktywny personel wojskowy              | 900 000               |
| 900 000             | Żołnierze rezerwy                      | 2 000 000             |
| 2040                | Artyleria                              | 7571                  |
| 12 303              | Transportery opancerzone               | 30 122                |
| 2596                | Czołgi                                 | 12 420                |
| 34                  | Śmigłowce szturmowe                    | 544                   |
| 98                  | Samoloty myśliwskie                    | 1511                  |
| 5,9 mld dol. / 8,8% | Wydatki obronne / % wydatków rządowych | 61,7 mld dol. / 11,4% |

W styczniu 2022 w pobliżu granicy stacjonowało ponad 120 tys. rosyjskich żołnierzy. 14 stycznia Rosja zaczęła przerzucać na Białoruś uderzeniowe związki taktyczne ze Wschodniego Okręgu Wojskowego pod pretekstem kolejnych ćwiczeń. W drugiej połowie stycznia Rosja przerzuciła również na Morze Czarne trzy duże okręty desantowe z Floty Bałtyckiej i trzy z Floty Północnej, z oddziałami piechoty morskiej, które dołączyły do sił desantowych Floty Czarnomorskiej. Na przełomie stycznia i lutego 2022 roku realizowane były wspólne z armią białoruską nadzwyczajne ćwiczenia „Sojusznicza Stanowczość 2022” na terenie Białorusi (w których udział wzięło ok. 60–80 tys. żołnierzy rosyjskich i białoruskich), a także seria ćwiczeń Marynarki Wojennej FR. Faza aktywna ćwiczeń miała trwać od 10 do 20 lutego. Komentatorzy podkreślali, że po raz pierwszy w Rosji ćwiczenia strategiczne przeprowadzono zimą, a nadto po raz pierwszy przerzucono do Europy wojska rosyjskie z Dalekiego Wschodu. Po zakończeniu ćwiczeń władze obu krajów ogłosiły, że przedłużą „inspekcję sił zbrojnych”. Niepokojącym obserwatorów symptomem było to, że w połowie stycznia Rosjanie zaczęli stopniowo wycofywać swój personel dyplomatyczny z Ukrainy.
Od jesieni 2021 roku państwa zachodnie ujawniały publicznie informacje pochodzące ze źródeł wywiadowczych o planowanej przez Rosję wojnie. Na przełomie stycznia i lutego wywiady państw zachodnich podawały szczegóły przygotowywanych prowokacji, które miały obarczyć Ukrainę odpowiedzialnością i stanowić usprawiedliwienie do wojny. Informowano też o przerzucaniu na Ukrainę rosyjskich sabotażystów i prowokatorów. Odbywały się w tym czasie intensywne konsultacje między państwami zachodnimi oraz próby ich rozmów z Rosją, która dementowała plany wojenne. Rosja ogłosiła na przełomie stycznia i lutego deeskalację i wycofanie części wojsk znad granicy do baz, jednakże wywiad amerykański temu zaprzeczył. Już wówczas spodziewano się ataku na kierunkach, na których faktycznie później do niego doszło, w tym na Kijów. 17 lutego prezydent USA Joe Biden poinformował, że atak może nastąpić w ciągu najbliższych kilku dni.
17 lutego nastąpiło gwałtowne przerwanie stosunkowo długiego (37-dniowego) okresu ciszy na froncie w Donbasie. Następnego dnia przywódcy separatystycznych „republik” ogłosili przystąpienie do ewakuacji kobiet i dzieci do Rosji z powodu „groźby ukraińskiej ofensywy” oraz przymusową mobilizację mężczyzn w wieku 18–55 lat. W tym czasie odnotowywano rosnącą częstotliwość łamania rozejmu, o co obie strony obwiniały się wzajemnie. 17 lutego było 60 ostrzałów, 18 lutego – 66, 19 lutego – 136. Specjalna Misja Monitoringowa OBWE (z udziałem Rosjan) określała je jako „nieokreślonego pochodzenia”. W opinii Ośrodka Studiów Wschodnich z 21 lutego działania separatystów, tj. ostrzał własnego terytorium i „ewakuacja”, to „zaplanowana przez Rosję operacja specjalna”. Służyła ona prowokowaniu Sił Zbrojnych Ukrainy do ataku i oskarżaniu jej wojsk o masowe zbrodnie na ludności cywilnej. Wobec tych działań władze Rosji zaczęły używać określenia „ludobójstwo” i oskarżać Zachód o „zachęcanie Kijowa do agresji militarnej”. W mediach rosyjskich przedstawiano sfabrykowane materiały o atakach ukraińskich prowadzonych także na terytorium Rosji.
21 lutego 2022 Władimir Putin podpisał deklarację uznającą niepodległość i suwerenność dwóch separatystycznych republik: Donieckiej i Ługańskiej Republiki Ludowej.
22 i 23 lutego Ługańska Republika Ludowa i Doniecka Republika Ludowa zapowiedziały podjęcie działań w kierunku opanowania całości obwodów ługańskiego i donieckiego z możliwym wsparciem Rosji. 23 lutego wieczorem zwróciły się do Rosji o „pomoc w odparciu agresji”, jaką miała rzekomo podjąć wobec nich armia Ukrainy.

## Siły i zamiary rosyjskie

### Cele wojskowe i polityczne
Według amerykańskiego wywiadu plan działań zakładał: osiągnięcie panowania w powietrzu w ciągu pierwszych 12 godzin, sparaliżowanie łączności, okrążenie Kijowa i zmuszenie ukraińskiego rządu do ucieczki w ciągu 48 godzin, a następnie wprowadzenie marionetkowego rządu po 72 godzinach. To, że zakładano osiągnięcie celów wojny w ciągu trzech dni, potwierdziła pośrednio także depesza rosyjskiej państwowej agencji informacyjnej RIA Novosti opublikowana automatycznie 26 lutego rano, mówiąca o zjednoczeniu Ukrainy z Rosją. Najistotniejszym celem do zdobycia była ukraińska stolica – Kijów – którego opanowanie, zwłaszcza w razie ucieczki władz, ułatwiłoby wprowadzenie nowych rządów. Podkreślano, że zdobycie Kijowa miałoby również dużą wartość symboliczną, zarówno jako stolicy, jak i z powodów historycznych, jako pierwszego ważnego ośrodka państwowości wschodniosłowiańskiej (Rusi Kijowskiej).
Niemiecki wywiad przed rozpoczęciem inwazji przewidywał, że po zdobyciu terytorium utworzony zostanie marionetkowy parlament Ukrainy w postaci Rady Ludowej, który miałby wybrać rząd. Nadałoby to sytuacji po inwazji pozory legalności, a oporni lub niebezpieczni obywatele trafiliby do obozów. Wywiad amerykański ostrzegał, że w Rosji przygotowywane są listy osób uznawanych za wrogie, w tym działaczy politycznych, społecznych i organizacji pozarządowych, oraz mieszkających tam białoruskich i rosyjskich dysydentów. Nowe władze ukraińskie mogłyby razem z Białorusią i Rosją utworzyć państwo związkowe, nawiązujące terytorialnie do byłego ZSRR. Brytyjski wywiad sugerował przed inwazją, że kandydatem Rosji na prezydenta Ukrainy mógł być były ukraiński deputowany Jewhenij Murajew. W grę wchodziłby również ukrywający się w Rosji były prorosyjski prezydent Wiktor Janukowycz, którego pozbawienie władzy Rosja uznawała za nielegalne. W razie częściowego tylko powodzenia inwazji możliwy był rozbiór Ukrainy, na przykład z kolaboracyjnym rządem na wschodzie.

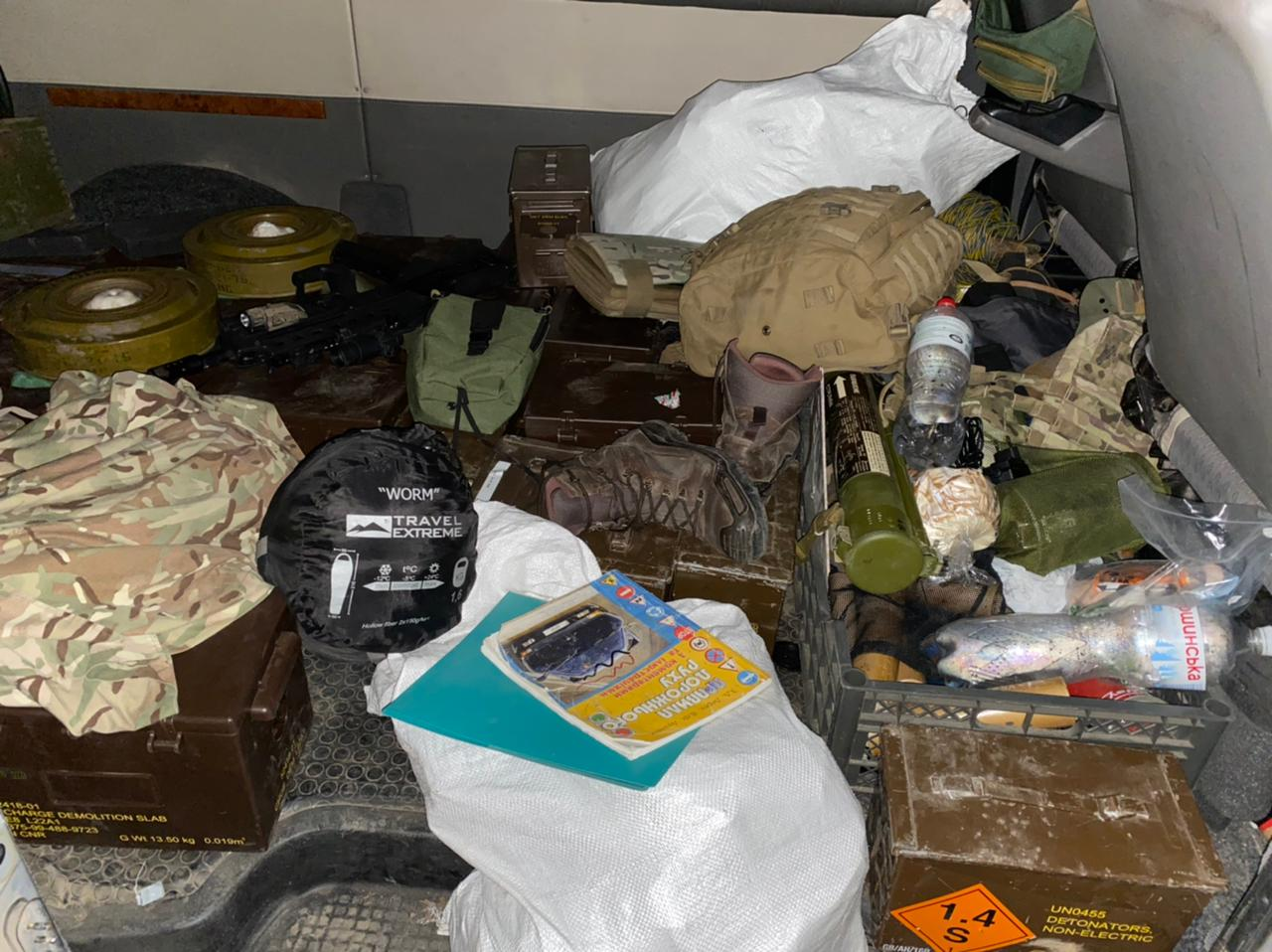
Przejęty przez Ukraińców sprzęt rosyjskich dywersantów

Oceniano, że oprócz osiągnięcia celów geopolitycznych, inwazja na Ukrainę miała przynieść Putinowi szybki sukces i przez to zdecydowanie umocnić jego władzę w kraju. Strona rosyjska liczyła przy tym na słaby opór, a także bierność lub poparcie ze strony rosyjskojęzycznych obywateli stanowiących znaczną część wschodniej Ukrainy. Do takich oczekiwań mogły tym bardziej skłonić Rosję doświadczenia z zajęcia Krymu oraz części obwodów ługańskiego i donieckiego w 2014 roku. Z późniejszych relacji jeńców rosyjskich wynikało, że wojsko rosyjskie nie było przygotowane na zdecydowany opór, a wręcz żołnierze byli przez dowódców przekonywani, że będą „witani kwiatami”.
Przebieg pierwszego tygodnia walk i różnice w skuteczności ataku rosyjskiego na południu i północy skłoniły ekspertów do przypuszczeń, że początkowo przygotowano operację militarną na mniejszą skalę, skoncentrowaną na froncie południowym i wschodnim, której celem miało być poszerzenie zbuntowanych republik Ługańskiej i Donieckiej do granic administracyjnych obwodów oraz utworzenie lądowego połączenia między nimi a Krymem. Dodatkowo pierwotnym celem było zdobycie położonego we wschodniej części Ukrainy Charkowa, do czego przeznaczono najsilniejszą rosyjską formację szczebla operacyjnego (1 Armię Pancerną Gwardii). Stosunkowo słabsze jednostki skoncentrowane na Białorusi miały służyć do celów pozoracyjnych w stosunku do głównych działań. Analitycy wyrażali przypuszczenie, że władze rosyjskie później podjęły też polityczną decyzję zajęcia Kijowa, co wymusiło zmianę przygotowanych planów i wprowadzenie do walki na głównym kijowskim kierunku nienależycie przygotowanych oddziałów oraz ściągnięcie dodatkowych sił z innych kierunków do natarcia na Kijów.
Siły rosyjskie przeznaczone do operacji na Ukrainie szacowano początkowo na od 150 do 190 tysięcy żołnierzy, uwzględniając w większej liczbie także prorosyjskich bojowników w Donbasie. Stanowiły one znaczną część rosyjskich wojsk lądowych (ogółem 280 tysięcy). Wojska lądowe podzielone były na batalionowe grupy bojowe w sile ok. 1500 żołnierzy. Wsparcie zapewniały siły specjalne i dywersanci. Pod koniec 2021 roku siły lotnicze przewidziane do wsparcia inwazji szacowano na ok. 340 samolotów i 230 śmigłowców z 4. i 6. Armii Lotniczej i Obrony Powietrznej. Oddziały biorące udział w inwazji zostały częściowo zidentyfikowane na podstawie ich rozpoznanych dyslokacji przed atakiem, a już w toku kampanii przy pomocy jeńców i zdobywanych dokumentów. Jeszcze przed rozpoczęciem działań rosyjskie pojazdy przeznaczone do inwazji otrzymały namalowane znaki szybkiej identyfikacji: Z oznaczające siły wschodnie, Z w kwadracie – siły z Krymu, O – siły z Białorusi, V – piechotę morską, X – Czeczeńców, A – siły specjalne. Litera „Z”, nieobecna w cyrylicy, stała się następnie symbolem oficjalnie używanym przez rosyjską propagandę wojenną oraz wspierających ją obywateli jako wyraz poparcia dla działań militarnych Rosji.
3 kwietnia 2022, już w toku wojny, w wywiadzie dla rządowej agencji RIA Nowosti, politolog Timofiej Siergiejew, związany z władzami Rosji, przedstawił manifest celów na Ukrainie, niepotwierdzony jako oficjalne stanowisko władz Rosji, lecz tak powszechnie odebrany. Zgodnie z nim, na „wyzwolonych” terytoriach miały powstać nowe republiki ludowe, ze stałą militarną obecnością Rosji. Koniecznym procesem miała być „denazyfikacja”, która miała oznaczać również „deukrainizację” – rezygnację ze „sztucznej” jego zdaniem „samoidentyfikacji ludności terytoriów historycznej Małorosji i Noworosji”. Po przeprowadzonej operacji nazwa Ukraina nie mogła zostać zachowana. Rosyjska armia miała nie zajmować jedynie pięciu obwodów w zachodniej Ukrainie, które miały skupić ludność niechętną Rosji i miały być neutralne oraz w razie potrzeby poddane dalszym operacjom rosyjskim. Większość ukraińskiego społeczeństwa miała zostać poddana przymusowej „denazyfikacji”, polegającej na rusyfikacji i represjach, jak zastąpienie ukraińskich szkół rosyjskimi, zniszczenie fizyczne przedstawicieli władz państwowych, kara śmierci, obozy pracy przymusowej, powołanie władz okupacyjnych i rozwiązanie ukraińskich sił zbrojnych. Proces deukrainizacji miał zająć czas nie krótszy niż jedno pokolenie, „które urodzi się i zostanie wychowane w duchu denazyfikacji”. Po opublikowaniu tego manifestu, 5 kwietnia zastępca Putina w Radzie Bezpieczeństwa, były prezydent Dmitrij Miedwiediew w oficjalnej wypowiedzi podważył tożsamość ukraińską, twierdząc, że „takiego zjawiska nigdy nie było w historii” i ważnym celem na rzecz pokoju jest „zmienić krwawą i pełną fałszywych mitów świadomość części dzisiejszych Ukraińców”.
Po niepowodzeniu w zdobycia Kijowa, 22 kwietnia rosyjski generał Rustam Minnekajew ogłosił, że celem „drugiego etapu operacji specjalnej” będzie ustanowienie pełnej kontroli nad Donbasem i południową Ukrainą, pozwalające na stworzenie korytarza lądowego do granicy z Naddniestrzem, co nie zostało oficjalnie potwierdzone przez władze Rosji.

### Kierunek kijowski

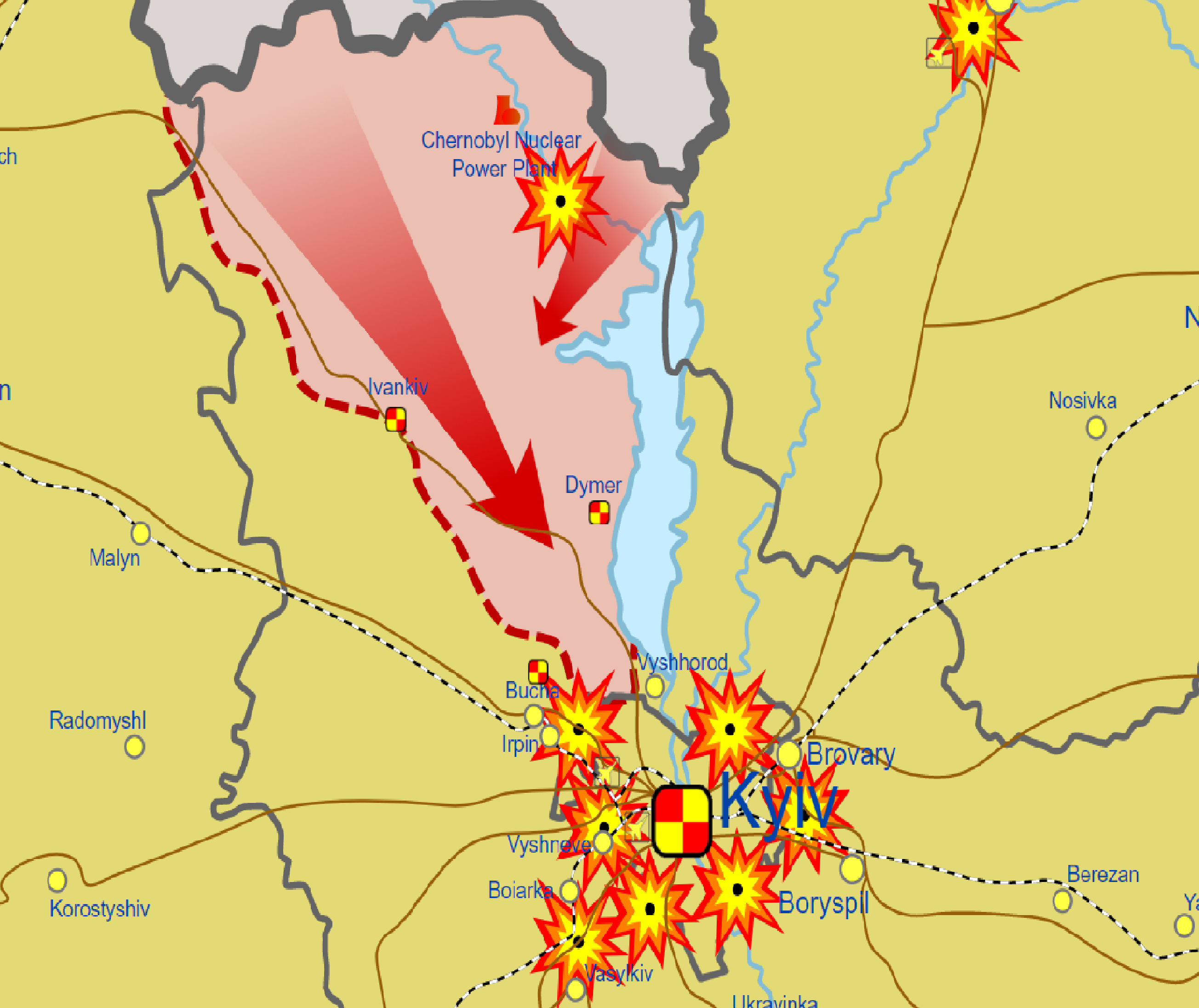
Kierunek natarcia na Kijów

Największe siły rosyjskie zostały skierowane do zdobycia położonego na północy kraju Kijowa. Na kierunki działania wojsk miało wpływ to, że Dniepr, przepływający przez Kijów z północy na południe, stanowił poważną i trudną do sforsowania przeszkodę wodną, rozdzielającą rosyjskie ugrupowania, przy tym ważniejsza część miasta położona jest na zachodnim brzegu. Zasadnicze uderzenie zostało skierowane z terenu Białorusi na południe, z rejonu Mozyrza, wzdłuż prawego, zachodniego brzegu Dniepru. Operowały na tym kierunku rosyjskie oddziały ściągnięte z Dalekiego Wschodu: 35 Armia, obejmująca 38 Witebską Brygadę Zmechanizowaną Gwardii i 64 Brygadę Zmechanizowaną, oraz 127 Dywizja Zmechanizowana. Łącznie w ich składzie znalazło się pięć batalionów czołgów (ponad 150 czołgów) i 15 batalionów zmechanizowanych (9 tysięcy żołnierzy piechoty i 450 bojowych wozów piechoty lub transporterów) wsparte artylerią. Z kolei na wschodnim brzegu Dniepru przez Czernihów w kierunku Kijowa uderzyła 36 Armia, również z Dalekiego Wschodu (Ułan Ude), obejmująca 5 Tacyńską Brygadę Pancerną Gwardii i 37 Budapesztańską Brygadę Zmechanizowaną Gwardii (łącznie cztery bataliony czołgów i cztery bataliony zmechanizowane oraz artyleria). W drugim rzucie z Białorusi uderzały: 29 Armia i 127 Dywizja Zmechanizowana z 5. Armii, również ze Wschodniego Okręgu Wojskowego.
Dodatkowo planowano, że desant śmigłowcowy opanuje lotnisko Hostomel na północny zachód w pobliżu Kijowa, gdzie następnie przerzucone zostaną z Białorusi za pomocą ciężkich samolotów transportowych Ił-76 oddziały 98 Świrskiej Dywizji Powietrznodesantowej Gwardii i 76 Czernihowskiej Dywizji Desantowo-Szturmowej Gwardii, które opanują zachodnią część Kijowa i utrzymają ją 1–2 dni do czasu przybycia sił lądowych od północy.
Od wschodu pod Kijów miały podejść dalsze dwie armie. 41 Armia, atakująca przez Konotop, obejmowała 35 Stalingradzko-Kijowską Brygadę Zmechanizowaną Gwardii, 74 Zwenigorodsko-Berlińską Brygadę Zmechanizowaną Gwardii i 55 Zmotoryzowaną Brygadę Piechoty Górskiej. 6 Armia, atakująca przez Sumy, obejmowała 47 Niżniednieprowską Dywizję Pancerną Gwardii, 200 Peczengską Brygadę Zmechanizowaną, 138 Brygadę Zmechanizowaną Gwardii i 25 Sewastopolską Brygadę Zmechanizowaną Gwardii.

### Kierunek charkowski

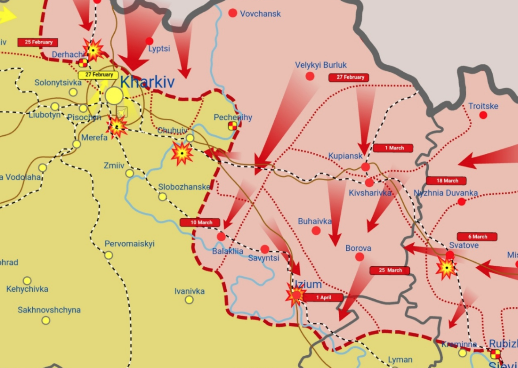
Kierunek natarcia na Charków

Drugim istotnym celem był Charków, drugie najludniejsze miasto Ukrainy, położone blisko granicy rosyjskiej. Na tym kierunku uderzała elitarna 1 Gwardyjska Armia Pancerna z Zachodniego Okręgu Wojskowego, obejmująca 2 Gwardyjską Tamańską Dywizję Zmechanizowaną im. M. Kalinina oraz 4 Gwardyjską Kantemirowską Dywizję Pancerną im. Jurija Andropowa. Ponadto wraz z 1 Gwardyjską Armią Pancerną rozmieszczone zostały jeszcze dwie brygady: 6 Częstochowska Brygada Pancerna i 27 Samodzielna Gwardyjska Brygada Zmechanizowana, a także pododdziały artylerii, saperów i inne.
Jako odwód rozlokowana została w rejonie Kurska i Biełgorodu 20 Gwardyjska Armia Ogólnowojskowa, której główne oddziały stanowiły dwie dywizje zmechanizowane: 3 Gwardyjska Dywizja Zmechanizowana i 144 Gwardyjska Jelnińska Dywizja Zmechanizowana.

### Donbas
Na tereny separatystycznych republik donieckiej i ługańskiej weszła rosyjska 8 Armia Gwardii, która miała nacierać na południowy wschód, w stronę Mariupola. Jej główne oddziały stanowiły: 150 Idrycko-Berlińska Dywizja Zmechanizowana i 20 Przykarpacko-Berlińska Brygada Zmechanizowana Gwardii. Ukraińska obrona w tym rejonie, rozbudowywana od 2014 roku, była dobrze przygotowana i obejmowała umocnienia i pola minowe. Pomocniczy atak siły rosyjskie miały wyprowadzić na północ od Ługańska, na Siewierodonieck.

### Ugrupowanie z Krymu
Na południu, z Krymu operowała 58 Armia, obejmująca dwie dywizje zmechanizowane i brygadę, a także co najmniej dwie brygady piechoty morskiej z Flot: Północnej i Bałtyckiej. Z uwagi na połączenie Krymu z resztą Ukrainy przez wąski Przesmyk Perekopski, siły stamtąd przerzucono okrętami desantowymi przez Morze Azowskie. Siły z Krymu zaatakowały następnie w dwóch kierunkach. 42 Eupatorijska Dywizja Zmechanizowana Gwardii uderzyła na północ, na Chersoń i dalej na Mikołajów i w ewentualnej dalszej perspektywie na Odessę. 19 Woronesko-Szumlińska Dywizja Zmechanizowana uderzyła zaś na wschód na Melitopol. Na Krym został też przerzucony 56 Pułk Powietrznodesantowy.

## Siły ukraińskie
Po stronie ukraińskiej walczyły przede wszystkim regularne Siły Zbrojne Ukrainy, uzupełniane przez Gwardię Narodową Ukrainy. Główny ciężar walk spoczywał na wojskach lądowych Sił Zbrojnych, które były w stanie powstrzymać i opóźnić przeważające siły rosyjskie. Szczegóły działań regularnych ukraińskich wojsk lądowych nie są upubliczniane przez ukraińskie ministerstwo obrony ani walczących żołnierzy. Dla wzmocnienia morale szeroko nagłaśniane, zwłaszcza w mediach społecznościowych, były natomiast sukcesy Gwardii Narodowej, niszczącej głównie kolumny logistyczne za głównymi siłami rosyjskimi. Ochotnicy spoza Ukrainy weszli w skład Międzynarodowego Legionu Obrony Terytorialnej Ukrainy. Wspierający Ukrainę Rosjanie weszli w skład Legionu Wolność Rosji i Rosyjskiego Korupusu Ochotniczego, zaś Białorusini Pułku im. Konstantego Kalinowskiego.
Wielkie znaczenie dla ukraińskiej obrony miało to, że na krótko przed inwazją oraz w jej toku Ukraina otrzymywała od państw zachodnich duże partie nowoczesnej broni przeciwpancernej oraz ręcznych zestawów przeciwlotniczych krótkiego zasięgu. Analitycy podkreślali, że nasycenie wojsk nowoczesnymi środkami rażenia tego rodzaju osiągnęło poziom, jakiego w normalnych warunkach armia ukraińska nie byłaby w stanie uzyskać.

## Działania wojenne

Kierunki rosyjskich uderzeń lądowych na Ukrainę w lutym 2022 roku

O godzinie 4:55 czasu wschodnioeuropejskiego (5:55 czasu moskiewskiego, 3:55 czasu polskiego) Władimir Putin ogłosił, że podjął decyzję o rozpoczęciu „specjalnej operacji wojskowej” we wschodniej Ukrainie.
Bezpośrednio po przemówieniu Putina o 5:00 czasu wschodnioeuropejskiego (4:00 czasu polskiego) rozpoczęła się inwazja Rosji na Ukrainę. Rosyjskie wojska lądowe zaatakowały 24 lutego 2022 roku rano na wszystkich planowanych kierunkach, po uprzednim ostrzale rakietowym ukraińskich baz lotniczych i infrastruktury wojskowej. Atak rakietowy nie doprowadził jednak do zniszczenia ukraińskiego lotnictwa. Siły rosyjskie na wszystkich kierunkach spotkały się z zaciętym oporem i nie osiągnęły przełamania ukraińskiej obrony. W szczególności pod Czernihowem i Charkowem rozpoczęły się ciężkie walki z regularną armią ukraińską, nieprzynoszące sukcesu stronie nacierającej. Oddziały rosyjskie weszły w ciągu pierwszych dwóch dni najgłębiej na 50 km w głąb Ukrainy.

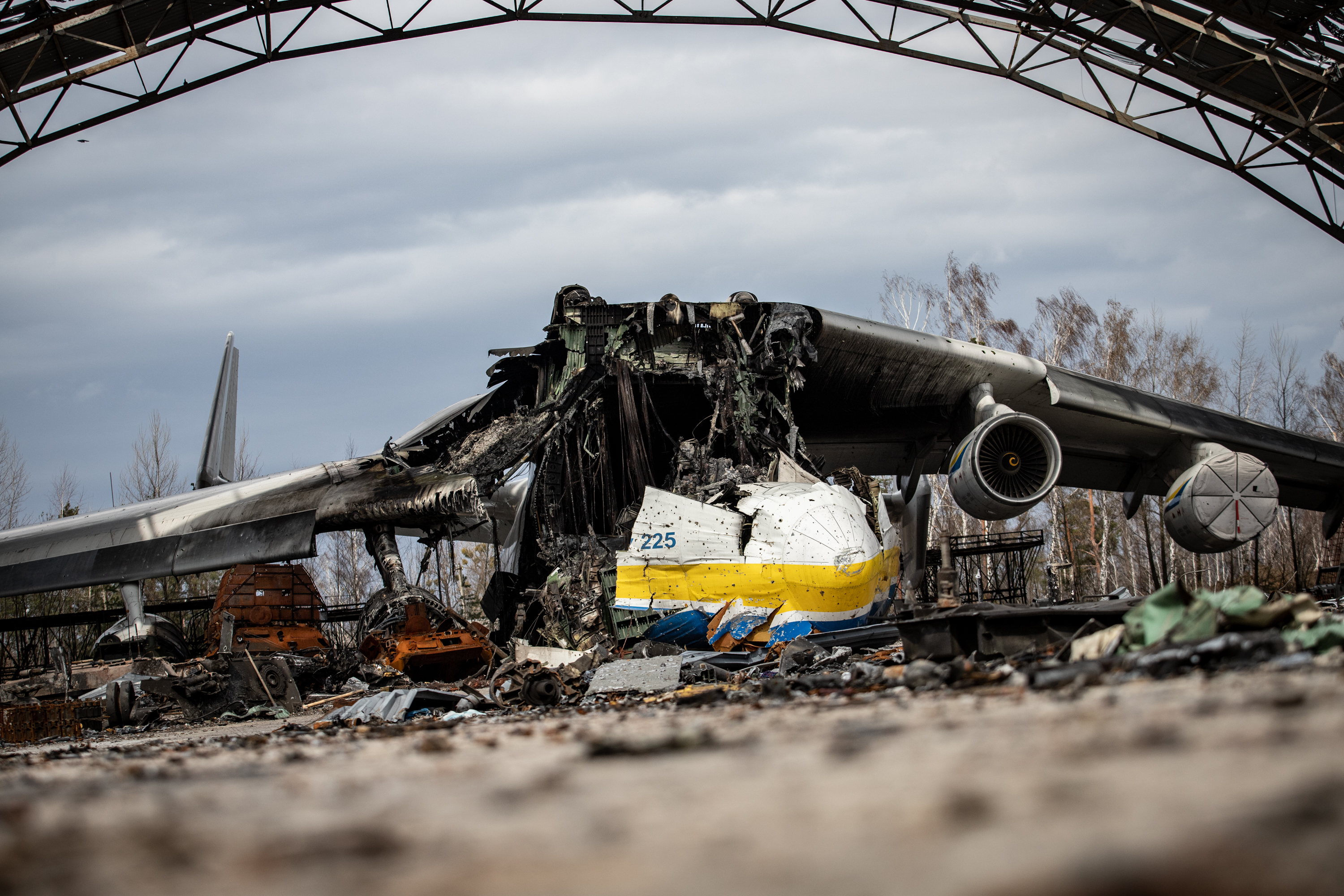
Największy samolot świata An-225 Mrija zniszczony 27 lutego 2022 roku w wyniku rosyjskiego ataku

Mapa pokazująca rozmieszczenie sił ukraińskich i rosyjskich na początku rosyjskiej inwazji na Ukrainę, 24 lutego 2022 roku

Lekkie siły ukraińskie, działając z zasadzek, zadawały spore straty kolumnom pancernym i zmechanizowanym przy pomocy wyrzutni rakiet przeciwpancernych. Pomimo wielokrotnie liczniejszego lotnictwa rosyjskiego, jego działania nie były bardzo aktywne, a Rosjanie nie zdołali wywalczyć zdecydowanego panowania w powietrzu. Desant śmigłowcowy na lotnisko Hostomel pod Kijowem odniósł początkowe powodzenie, lecz na skutek poważnych rosyjskich błędów organizacji i dowodzenia, nie udało się Rosjanom dostarczyć tam żadnych oddziałów ani ciężkiego sprzętu samolotami, co zaważyło na całym rosyjskim ataku na Kijów. Również ataki z terytoriów separatystycznych republik nie przyniosły powodzenia z uwagi na dobrze przygotowaną obronę ukraińską w tym rejonie. Większe postępy odnotowało ugrupowanie z Krymu, forsując Dniepr pod Nową Kachowką na wschód od Chersonia. Czołowe oddziały rosyjskie idące wzdłuż Dniepru dotarły pod Kijów 25 lutego i w nocy na 26 lutego przystąpiły do próby wdarcia się do miasta, która została odparta.

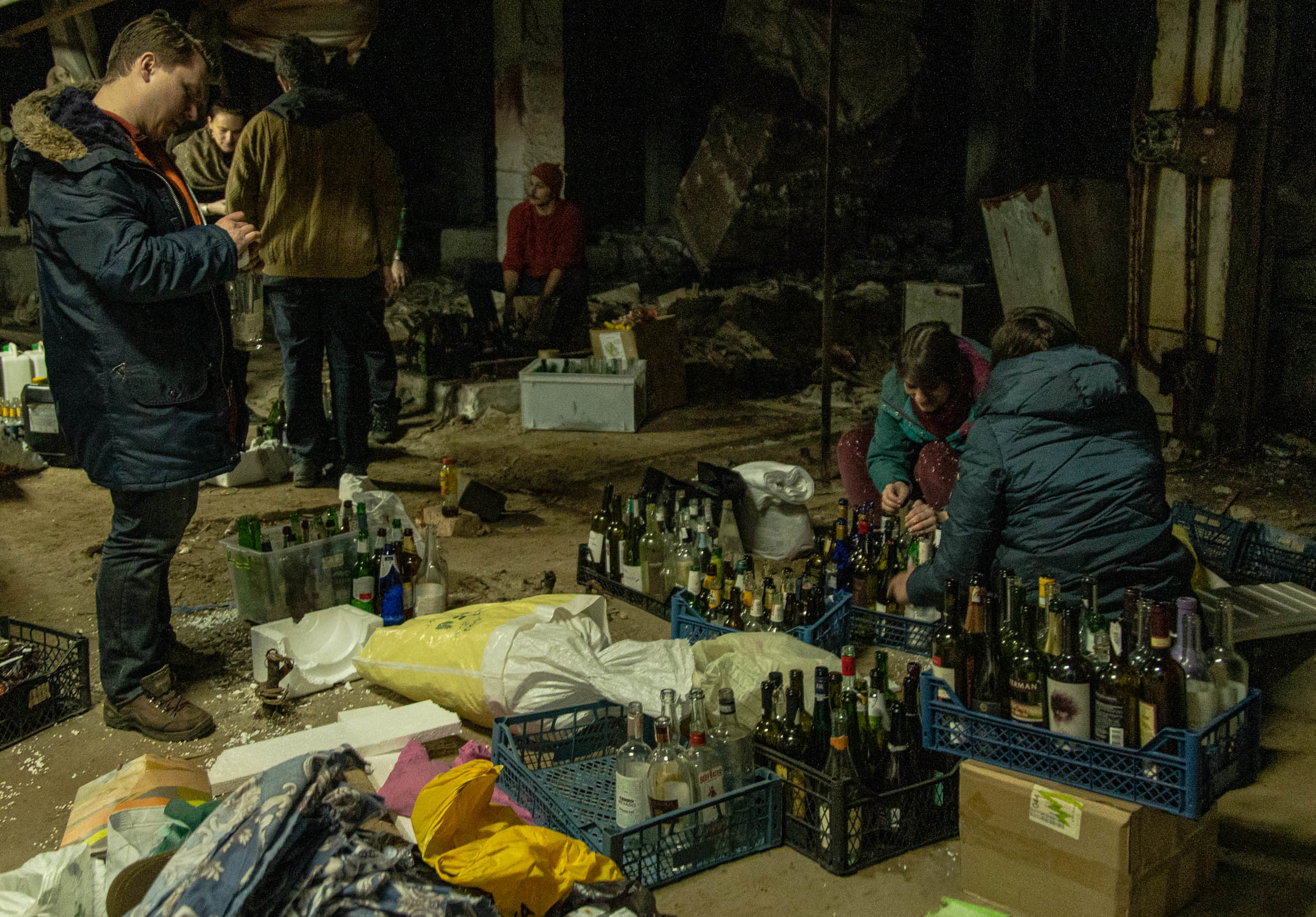
Cywile w Kijowie przygotowujący koktajle Mołotowa

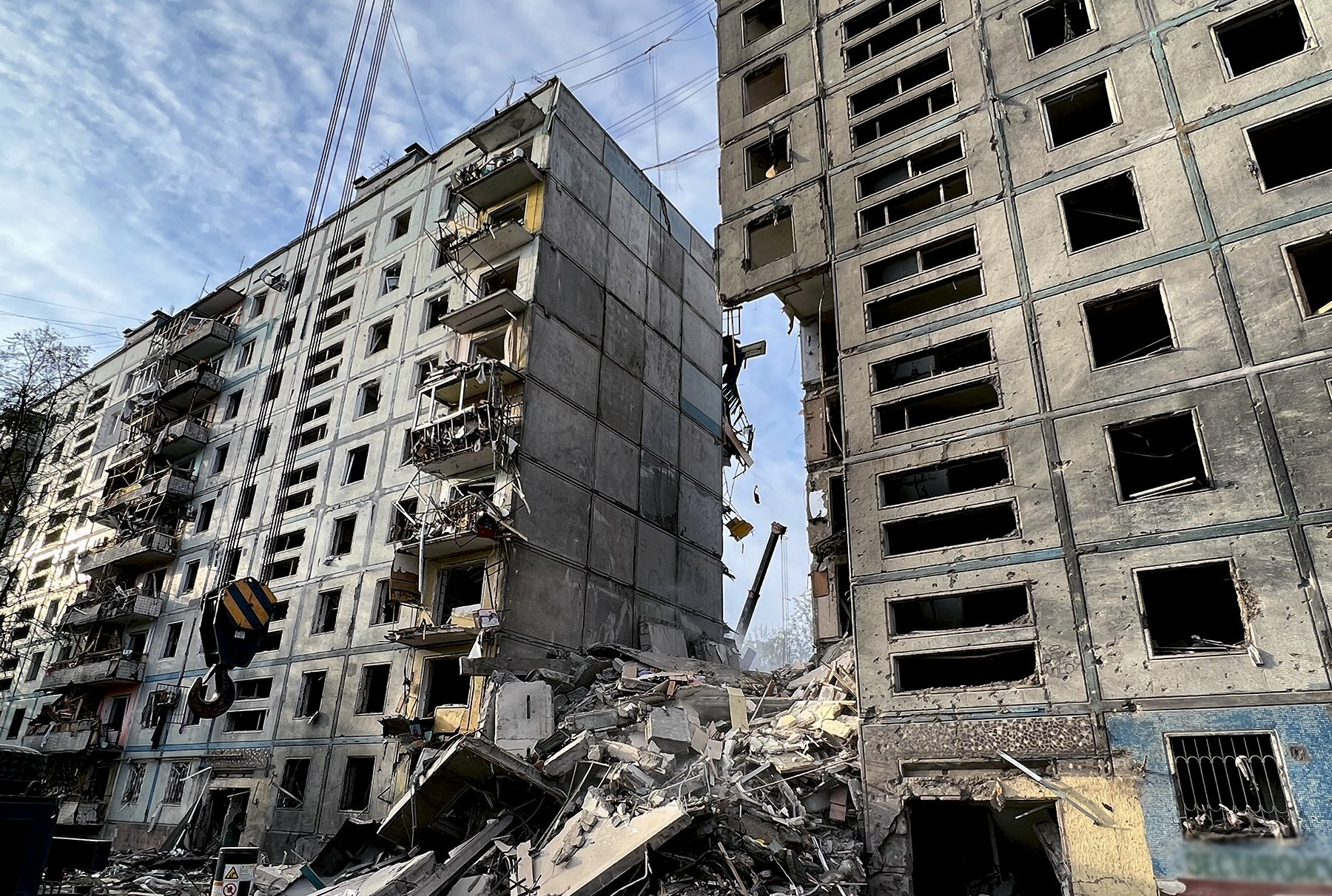
Blok mieszkalny na Zaporożu zniszczony w wyniku rosyjskiego ataku

Po pierwszych dniach walk ogół komentatorów zwracał uwagę na nadspodziewanie silny opór ukraiński i małe postępy osiągane przez rosyjską armię. Podkreślano widoczne poświęcenie i wolę walki ukraińskich oddziałów. Znaczna część rosyjskich oddziałów składała się natomiast z żołnierzy rezerwy powołanych na ćwiczenia, którzy na ogół nie wykazywali dużej woli walki. Niewątpliwym czynnikiem wpływającym na to na początku inwazji była też konieczność walki z pokrewnym narodem, z którym Rosję łączyła wspólna historia i inne więzy. Zwracano też uwagę, że większość żołnierzy rosyjskich spędziła ostatnie miesiące w trudnych zimowych warunkach poligonowych, co również negatywnie wpłynęło na ich stopień gotowości bojowej i morale. Niewydolna okazała się logistyka armii, prowadząca do porzucania sprzętu, zwłaszcza w warunkach przedłużających się działań oraz ataków ukraińskich sił lekkich na kolumny zaopatrzeniowe. Z drugiej strony, podkreślano wyjątkowo profesjonalne prowadzenie przez Ukrainę wojny informacyjnej, polegającej na ujawnianiu wyselekcjonowanych informacji i nagrań, mających wzmocnić wolę walki strony ukraińskiej i sympatię światowej opinii publicznej. W jej ramach też Ukraińcy publikowali nagrania dobrze traktowanych przez siebie jeńców rosyjskich.
Przełom w dotychczasowych działaniach nastąpił, kiedy na skutek oporu ukraińskiego wokół Kijowa i strat ponoszonych na drogach zaopatrzeniowych, rosyjskie dowództwo zdecydowało się wycofać z końcem marca 2022 roku wszystkie siły skierowane na Kijów na pozycje wyjściowe. W kwietniu siły z Białorusi zostały przerzucone na inne odcinki.
Do 2 lipca siły ukraińskie wycofały się z Lisiczańska, a siłom rosyjskim nie udało się ich okrążyć ani zniszczyć. Obrona ukraińska w Donbasie przeniosła się tym samym na kolejną linię w rejonie Siewierska i Bachmutu. Na koniec sierpnia, linia frontu w Donbasie nie uległa większym przesunięciom od połowy lipca.

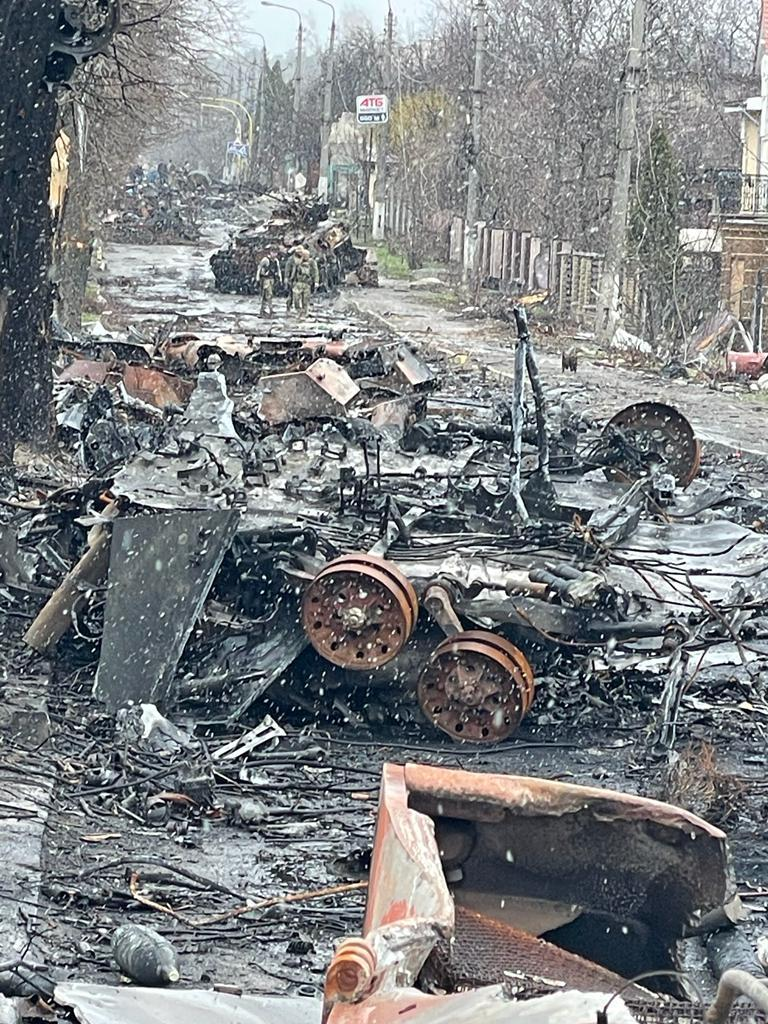
Zniszczone rosyjskie pojazdy pancerne

Komentatorzy podkreślali, że brak wyraźnego postępu sił rosyjskich po trzech pierwszych miesiącach wojny związany był z brakiem decyzji o przeprowadzeniu w Rosji mobilizacji powszechnej i przestawieniu gospodarki na tory wojenne, zamiast czego prowadzono tajną mobilizację w sposób ograniczony, przede wszystkim na prowincji. Skutkowało to jedynie ograniczonym uzupełnianiem walczących oddziałów przez żołnierzy rezerwy, a przy tym często niedoszkolonych i o mniejszej wartości w walce. Podkreślano, że w społeczeństwie rosyjskim istnieje opór przeciwko mobilizacji powszechnej; zdarzały się również przypadki podpaleń biur rekrutacyjnych.
Począwszy od 9 sierpnia Ukraina rozpoczęła serię ataków za pomocą pocisków kierowanych, dronów lub sabotażystów na infrastrukturę wojskową na zajętym przez Rosję Krymie, nie przyznając się do tego oficjalnie. W kolejnych dniach rejestrowano wybuchy na lotniskach, w bazach wojskowych i magazynach amunicji. Rosja oficjalnie twierdziła, że niektóre z wybuchów nastąpiły na skutek niedbalstwa lub z innych przyczyn. Ataki te komplikowały rosyjską logistykę i odnosiły efekt psychologiczny, z uwagi na niemożność zapewnienia bezpieczeństwa terytorium przyłączonemu do Rosji.
6 września siły ukraińskie rozpoczęły kontrofensywę w obwodzie charkowskim. Według przedstawicieli ukraińskiego ministerstwa obrony przez pierwsze dziesięć dni kontrofensywy wojska ukraińskie odbiły powierzchnię około 8,5 tysiąca km². 21 września prezydent Rosji Władimir Putin ogłosił w kraju częściową mobilizację. Według rosyjskiego ministra obrony Siergieja Szojgu docelowo ma objąć ona około 300 000 rezerwistów. Na początku października Ukraińcy odbili miasto Łyman w obwodzie donieckim.
11 listopada 2022 wojska ukraińskie wkroczyły do opuszczonego przez Rosjan Chersonia.

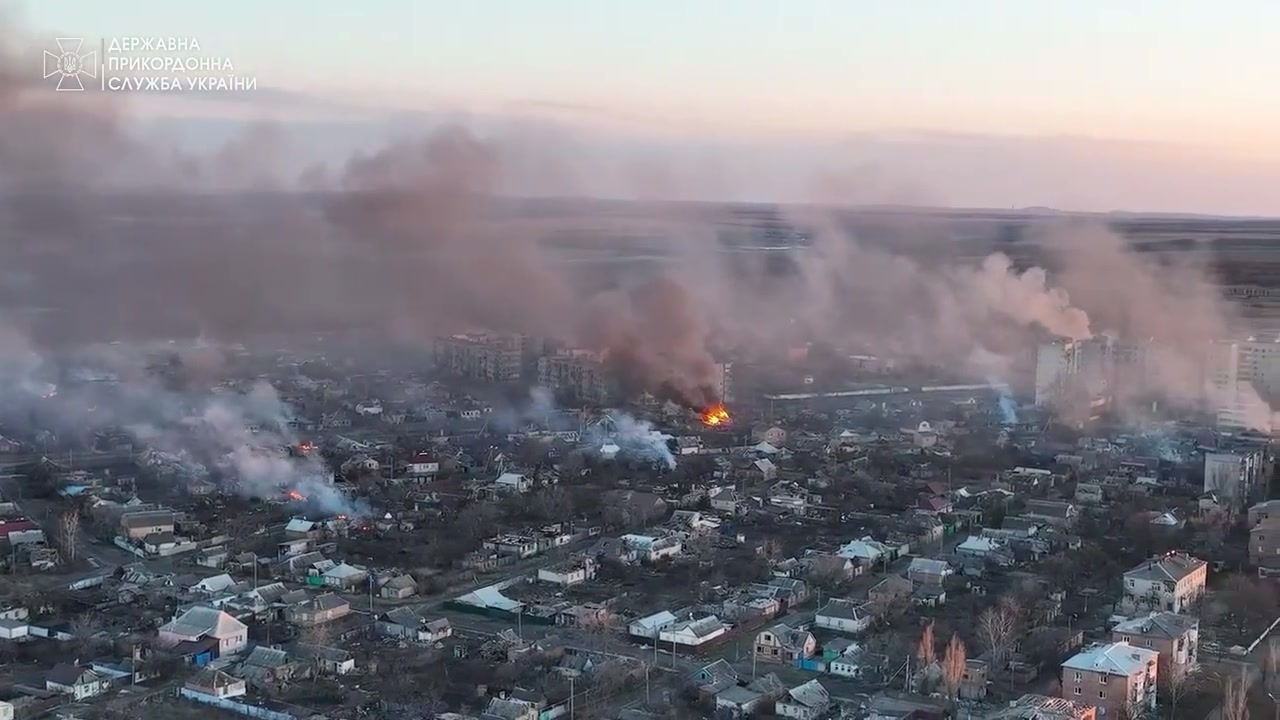
Zniszczony w trakcie wojny Bachmut

Na przełomie roku 2022 i 2023 najcięższe walki toczyły się w rejonie Bachmutu. Nasiliły się również trwające od początku inwazji rosyjskie ataki na ukraińską infrastrukturę krytyczną. Równolegle w marcu szczególnie intensywne działania zbrojne toczyły się także w rejonie Awdijiki.
W maju 2023 siły rosyjskie ostatecznie zajęły Bachmut.
W maju 2023 rosyjskie formacje ochotnicze walczące po stronie Ukrainy dokonały akcji militarnej na terenie obwodu biełgorodzkiego.
6 czerwca 2023 roku wysadzona została położona w Nowej Kachowce zapora Kachowskiej Elektrowni Wodnej.
W czerwcu 2023 siły ukraińskie rozpoczęły kontrofensywę celem wyzwolenia zajętych przez wroga terenów. 24 czerwca ukraiński generał Ołeksandr Tarnawski poinformował o zajęciu przez wojska ukraińskie okolic miejscowości Krasnohoriwka w obwodzie donieckim, która od 2014 roku znajdowała się poza kontrolą Ukrainy. Pierwsze tygodnie kontrofensywy przyniosły Ukrainie ograniczone efekty. Pod koniec sierpnia strona ukraińska poinformowała o wyzwoleniu wsi Robotyne w obwodzie zaporoskim.
Po pięciu miesiącach kontrofensywy armia ukraińska posunęła się o 17 kilometrów w głąb pozycji rosyjskich. Z powodu niewielkich postępów ukraińska kontrofensywa została uznana przez część mediów za niepowodzenie, a naczelny dowódca Sił Zbrojnych Ukrainy Walerij Załużny stwierdził, że sytuacja na froncie znalazła się w „ślepym zaułku” i żadna ze stron konfliktu nie jest w stanie przeprowadzić ofensywy. Zachodnie media, jak i ukraińskie dowództwo wojskowe zaczęły charakteryzować konflikt jako wojnę pozycyjną.
17 lutego 2024 roku rosyjskie wojska zajęły Awdijiwkę. Według szacunków Instytutu Studiów nad Wojną w czasie walk o Awdijiwkę Rosjanie stracili około siedemnastu tysięcy żołnierzy.
Na przełomie kwietnia i maja, w związku z ponad sześciomiesięcznym impasem w Kongresie (na skutek sprzeciwu części Republikanów) dotyczącym przyjęcia wartego ponad 60 miliardów dolarów amerykańskiego pakietu pomocowego dla Ukrainy, wojska ukraińskie zaczęły borykać się z brakiem amunicji. W maju 2024 roku siły rosyjskie rozpoczęły ofensywę w obwodzie charkowskim, która skierowała się na miasto Wołczańsk. Dodatkowo nasiliły się ukraińskie ataki dronami na rafinerie znajdujące się w głębi Rosji.
Od kapitulacji Awdijiwki do początku sierpnia 2024 roku wojska rosyjskie przesunęły się na tym kierunku o 16 kilometrów na zachód. Rosyjskie uderzenie w kierunku Wołczańska zostało wyhamowane przez wojsko ukraińskie. Rosjanie rozpoczęli uderzenie w kierunku Pokrowska, którego celem ma być okrążenie Ukraińców (lub zmuszenie do wycofania się z zajmowanych pozycji) oraz przecięcie ich węzłów logistycznych.
Ukraińcy zwyciężyli w niewielkiej bitwie pancernej pod Kurachowem. 6 sierpnia wojsko ukraińskie rozpoczęło ofensywę na znajdujący się w Rosji obwód kurski. Siły ukraińskie zaskoczyły na tym kierunku wojsko rosyjskie; w ciągu 48 godzin operacji zajęły 11 miejscowości, granicę rosyjską przekroczyło ponad tysiąc żołnierzy ukraińskich. Ukraińcy przedarli się w głąb Rosji na ponad 35 kilometrów. Rosjanie utracili kontrolę nad odpowiadającą za przesył gazu do Europy stacją pomiarową Gazpromu Sudża. W odpowiedzi na ukraiński rajd w obwodach kurskim, biełgorodzkim i briańskim Rosja ogłosiła reżim antyterrorystyczny. Według Ołeksandra Syrskiego do 15 sierpnia Ukraińcy zajęli w obwodzie kurskim terytorium obejmujące 82 miejscowości i 1150 kilometrów kwadratowych. W wyniku operacji Rosjanie przesiedli z tamtych obszarów co najmniej 121 000 cywilów.
1 października 2024 roku wojska rosyjskie zajęły Wuhłedar.
W marcu 2025 roku administracja prezydenta Stanów Zjednoczonych poinformowała o zawieszeniu pomocy wywiadowczej i militarnej dla Ukrainy, jednak wkrótce amerykańska pomoc została wznowiona po zgodzie Ukrainy na ewentualne trzydziestodniowe zawieszenie broni, do którego nie doszło.
1 czerwca 2025 Ukraina przeprowadziła operację specjalną Pajęczyna przeciwko rosyjskiemu lotnictwu strategicznemu.

### Wojna powietrzna
Tuż przed początkiem rosyjskiej inwazji w lutym 2022 roku, Rosja dysponowała 1391 samolotami bojowymi, podczas gdy Ukraina 132 – z których wszystkie były przestarzałe w stosunku do większości samolotów rosyjskich. W początkowej fazie wojny, Siły Powietrzno-Kosmiczne Federacji Rosyjskiej przeprowadziły intensywne ataki na ukraińskie systemy obrony powietrznej, z użyciem kombinowanych ataków za pomocą pocisków manewrujących i pocisków balistycznych, a także pocisków przeciwradarowych.

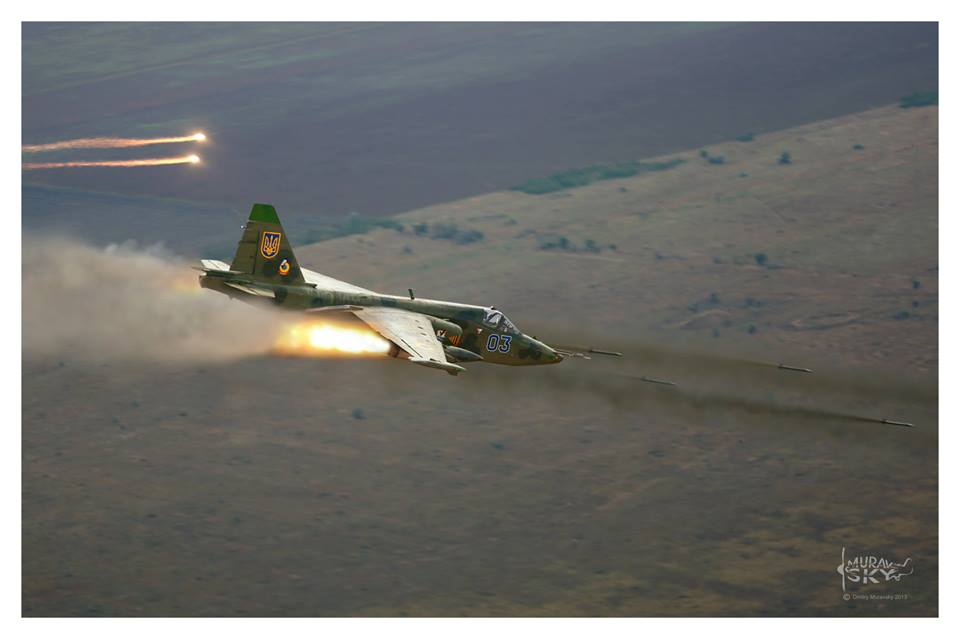
W początkowym okresie wojny podstawę ukraińskiego lotnictwa uderzeniowego stanowią przestarzałe samoloty Su-24 i Su-25

W tym okresie, Rosja zaangażowała w atak na Ukrainę także trzon swoich wojsk walki elektronicznej – Rosjanie zaangażowali ofensywne systemy elektroniczne oraz powietrzne pułapki, obliczone na przeciążenie ukraińskich radarów obrony powietrznej, z których wiele musiało zostać wyłączonych i repozycjonowanych.
Mimo połączonego ataku kinetycznego i nie-kinetycznego na ukraińskie systemy obrony powietrznej, siły powietrzne Ukrainy przetrwały i – co więcej – zdołały zapobiec osiągnięciu przez Rosję przewagi powietrznej. Stanowi to znaczne osiągnięcie, biorąc pod uwagę znacznie mniejszą liczbę ukraińskich pilotów oraz samolotów, którzy musieli przeciwstawić się nie tylko rosyjskiej przewadze liczebnej, lecz także jakościowej. Rosyjskie siły powietrzne dysponowały bowiem znacznie bardziej zaawansowanymi technicznie samolotami, wyposażonymi w lepsze uzbrojenie, sensory i systemy walki elektronicznej, wspieranymi przez systemy wczesnego ostrzegania. Ukraińscy piloci narażeni przy tym są na stałe zagrożenie ze strony rosyjskich systemów przeciwlotniczych S-400, w tym rozmieszczonych na Krymie i Białorusi. Mimo bardzo niekorzystnej sytuacji taktycznej, siły powietrzne Ukrainy adaptowały taktykę do nowej sytuacji, celem przetrwania i pozostania efektywnymi. Ukraińscy piloci, latając nisko – często poniżej pułapu 30 metrów – byli w stanie ukryć się poniżej horyzontu rosyjskich radarów i wykorzystując ukształtowanie terenu celem uniknięcia wykrycia, przed wzniesieniem się i atakiem na rosyjskie samoloty.

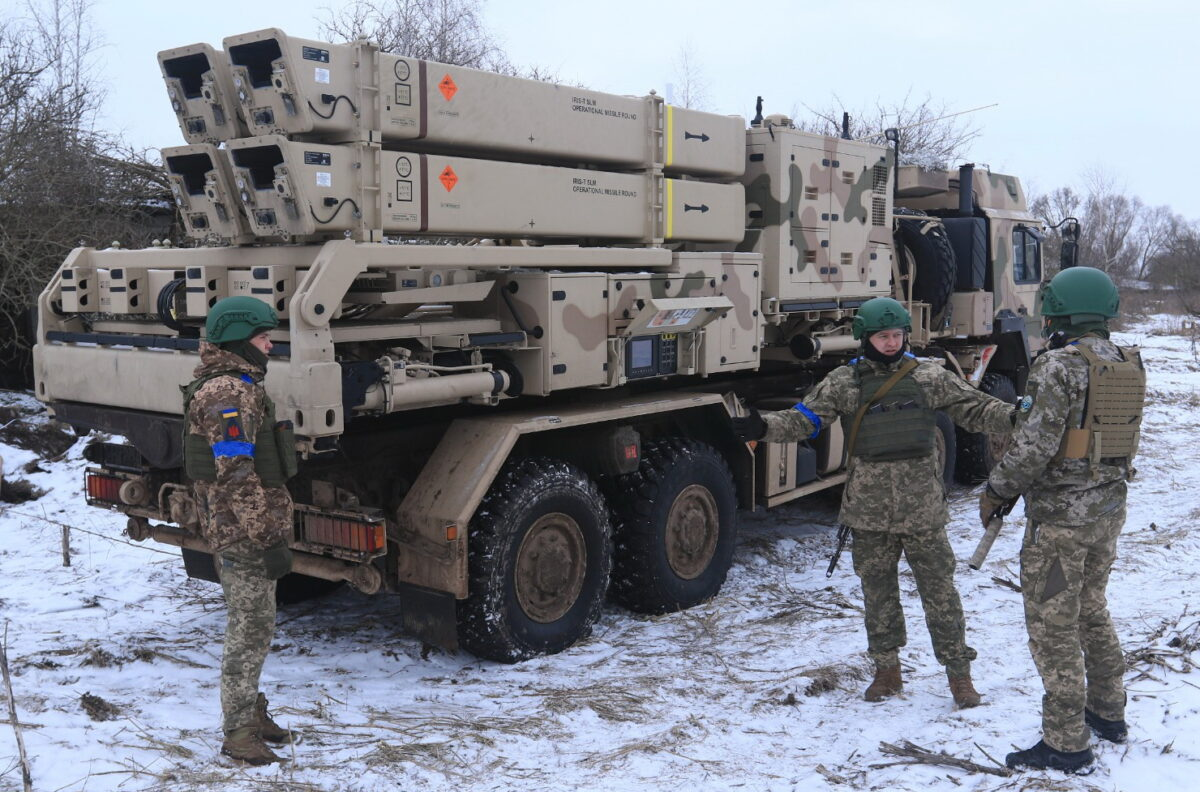
Jedna z dostarczonych Ukrainie przez Niemcy wyrzutni systemu IRIS-T, które biorą udział w obronie ukraińskiej przestrzeni powietrznej

Także rosyjskie samoloty zmuszone zostały do latania na niskim pułapie, celem uniknięcia wykrycia i zestrzelenia przez ukraińskie średniego i wysokiego pułapu systemy SAM. Naraziło je to jednak na ataki przenośnych systemów przeciwlotniczych niskiego pułapu typu MANPAD, w tym Stinger, Igła i naprowadzanych laserowo Starstreak. Mimo że siły ukraińskie znacząco ograniczyły rosyjskie operacje powietrzne na niskim pułapie, rosyjskie samoloty myśliwskie Su-35 i MiG-31 na wysokim pułapie – za pomocą pocisków dalekiego zasięgu – zniszczyły znaczną liczbę ukraińskich samolotów wsparcia pola walki Su-24. W przedstawionej Kongresowi informacji, zdaniem Departamentu Obrony USA, do marca 2023 roku, Rosja straciła 70 samolotów na Ukrainie zestrzelonych przez naziemne systemy przeciwlotnicze, podczas gdy ukraińskie siły powietrzne, straciły z tego samego powodu 60 maszyn.
W rezultacie, ani dysponujące teoretycznie znacznie nowocześniejszymi samolotami lotnictwo rosyjskie, ani lotnictwo ukraińskie używające przestarzałych MiG-29 i starszych wersji Su-27, ze znacznie mniejszymi możliwościami swoich radarów i pocisków, nie jest dotąd w stanie zapewnić sobie ani przewagi, ani dominacji w powietrzu. Według zachodnich przewidywań tuż przed wybuchem wojny, siły rosyjskie miały zapewnić sobie dominację w powietrzu w ciągu 72 godzin – zachodnie oceny okazały się całkowicie nietrafne. W dużej mierze dzięki odwadze ukraińskich pilotów oraz ich efektywności, według zachodnich analiz zaś, także dzięki niskiemu wyszkoleniu w rosyjskich siłach powietrznych. Spowodowało to że rosyjskie lotnictwo nie jest w stanie zapewnić właściwego wsparcia powietrznego dla działań wojsk lądowych. Z drugiej strony nieefektywność rosyjskich ataków rakietowych na ukraińskie instalacje obrony przeciwlotniczej w pierwszych dniach wojny, umożliwiło ich przetrwanie, zaś ich mobilność spowodowała, że w dalszym przebiegu działań siły rosyjskie nie są w stanie skutecznie ich wykrywać i bronić się przed nimi. Sytuację rosyjskich sił powietrznych pogorszyło także dostarczenie Ukrainie z krajów zachodnich nowoczesnych systemów NASAMS, MIM-104 Patriot i Iris-T SLM ze znacznie lepszymi radarami, które Ukraina skutecznie używa nawet do zwalczania rosyjskich lotniczych pocisków balistycznych Ch-47M2 Kindżał.
Wyrazem braku rosyjskiego panowania w powietrzu, stało się zestrzelenie 14 stycznia 2024 roku rosyjskiego samolotu wczesnego ostrzegania Berijew A-50, które należą zwykle do najbardziej chronionych statków powietrznych każdych sił powietrznych nimi dysponujących. Tego samego dnia, poważnie uszkodzono także rosyjski samolot dowodzenia Il-22M11, który zdołał wprawdzie awaryjnie wylądować na lotnisku w Anapie, z uwagi jednak na stopień zniszczeń, nie będzie prawdopodobnie mógł zostać przywrócony do służby.

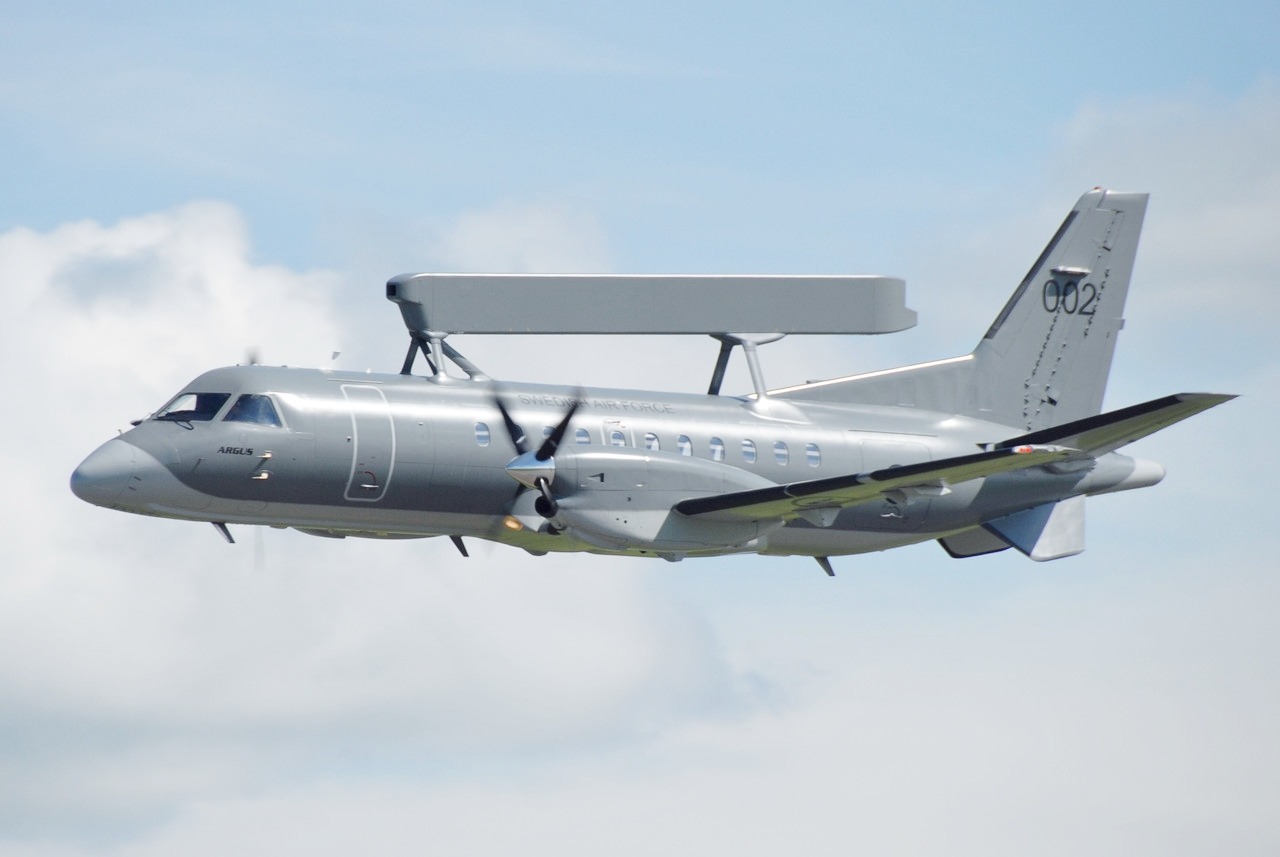
Samoloty wczesnego ostrzegania Saab 340 pełnią rolę latającego centrum dowodzenia operacjami powietrznymi

4 sierpnia 2024 roku Ukraina oficjalnie otrzymała na swoim terytorium pierwsze zachodnie samoloty myśliwskie F-16 Fighting Falcon, rozpoczynając proces dostosowania ukraińskich sił powietrznych do standardów zachodnich. W 2025 roku ukraińskie siły powietrzne dyspoinują nieznaną liczbą F-16 oraz francuskich samolotów Dassault Mirage 2000. W 2024 roku Ukraina otrzymała co najmniej jeden przekazany przez Szwecję samolot AWACS Saab 340 AEW&C Erieye, który pełni rolę samolotu wczesnego ostrzegania i powietrznego centrum dowodzenia.

#### Wojna dronów

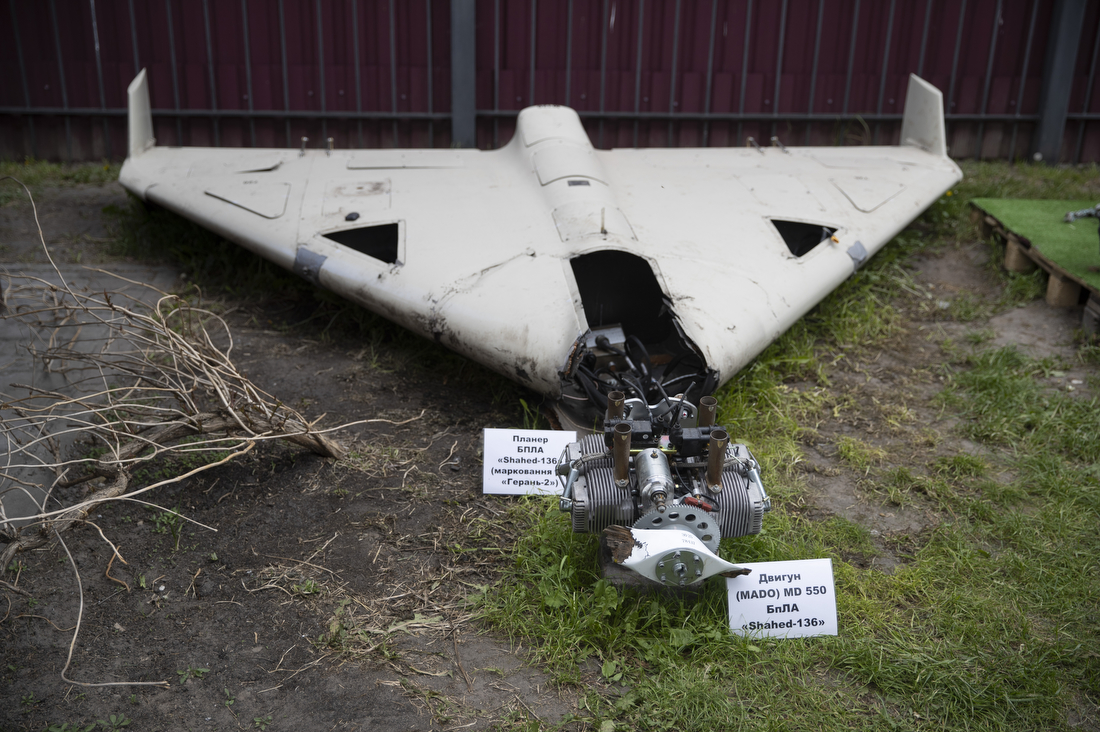
Wrak zestrzelonego drona Shahed

W miarę rozwoju konfliktu, od połowy 2024 roku co raz wiekszego znaczenia w wojnie nabierają ataki przeprowadzane za pomocą bezzałogowych statków powietrznych, zwłaszcza dronów FPV (First Person View). Według niektórych opinii, w roku 2024 drony FVP odpowiadały nawet za 80% strat stron konfliktu. Drony tej klasy wykorzystywane są zarówno do zwalczania siły żywej stron konfliktu, jak i pojazdów wojskowych. Produkowane w Rosji na licencji irańskiej drony Shahed 136 wykorzystywane są przez Rosję do ataków na ukraińską infrastrukturę i inne obiekty cywilne, drony zaś FPV używane są przez obie strony jako narzędzie taktyczne na polu walki. 1 czerwca 2025 roku doszło do bezprecedensowego w dziejach wojen powietrznych ataku dronów FPV wspomaganych algorytmami sztucznej inteligencji (AI) na cztery rosyjskie bazy lotnicze na terytorium całej Rosji, w których zniszczeniu uległo – wg różnych źródeł od 13 do 41 rosyjskich bombowców strategicznych Tu-95MS oraz Tu-22M3. Ukraiński atak na lotniska lotnictwa strategicznego na całym terytorium Rosji w odległości tysięcy kilometrów od Ukrainy wywołał szok w Federacji Rosyjskiej, zmuszając rosyjskie dowództwo wojskowe do większego rozproszenia swoich zasobów strategicznych oraz odsunięcia ich od granic Ukrainy. Wywołał tez duży oddźwięk na całym świecie, jako pierwszy w historii atak tego rodzaju i o tak dużej skali, uświadamiając zagrożenie ze strony dronów dla baz wojskowych na całym świecie.

## Straty

### Straty bojowe
12 marca 2022 Wołodymyr Zełenski poinformował, że straty wśród żołnierzy ukraińskich wyniosły nieco ponad 1,3 tys. Natomiast 16 kwietnia poinformował o śmierci od 2500 do 3000 i 10 000 rannych ukraińskich żołnierzy.
2 marca rzecznik Ministerstwa Obrony Federacji Rosyjskiej, gen. Igor Konaszenkow, stwierdził, że Rosja straciła 498 żołnierzy i 1597 zostało rannych. Ukraina straciła 2870 żołnierzy, a 3700 zostało rannych. 21 marca Rosja przekazała Komitetowi Czerwonego Krzyża informację o przetrzymywaniu ponad 500 ukraińskich jeńców wojennych. 25 marca Sergei Rudskoi przekazał informację o śmierci 1351 rosyjskich żołnierzy i 3825 rannych. Natomiast BBC 6 kwietnia podało – jak twierdzi – oficjalne dane Rosji, mówiące o śmierci 1083 żołnierzy, z czego 217 osób było oficerami rosyjskiej armii. 16 kwietnia Rosja przekazała, że Ukraina straciła 23 367 żołnierzy.
Rzecznik milicji Donieckiej Republiki Ludowej Eduard Basurin przekazał 7 marca, że zginęło ich 47 żołnierzy, a 179 zostało rannych. Natomiast rosyjski urzędnik Tatyana Moskalkova przekazała na dzień 11 marca o śmierci 96 żołnierzy i 1083 rannych (wraz z rezerwistami).
Według Stanów Zjednoczonych po dwóch tygodniach walk (do 9 marca) zginęło od 2 do 4 tys. żołnierzy ukraińskich i od 5 do 6 tys. rosyjskich, aczkolwiek straty Rosji mogły być zbliżone do 3500. 17 marca „The New York Times” podał liczbę ponad 7 tys. zabitych rosyjskich żołnierzy. Rannych było od 7 do 14 tysięcy. Szacowane liczby pochodzą z ostrożnych szacunków amerykańskiego wywiadu. 30 marca Victoria Nuland poinformowała o ponad 10 tysiącach zabitych rosyjskich żołnierzy.
23 marca wysoki rangą urzędnik NATO przekazał dla „The Wall Street Journal” o oszacowaniu do 40 tys. rosyjskich żołnierzy, którzy zostali zabici, zranieni, wzięci w niewolę oraz zaginęli na Ukrainie. Sama liczba zabitych wyniosła od 7 do 15 tysięcy.
2 marca służby ratownicze Ukrainy poinformowały o 2 tys. zabitych cywilów. 16 marca w samym Charkowie zginęło co najmniej 500 obywateli Ukrainy. 14 marca doradca prezydenta Ukrainy Ołeksij Arestowycz w wystąpieniu telewizyjnym mówił o ponad 2,5 tys. mieszkańców Mariupola. 24 marca szef Czernihowskiej Obwodowej Administracji Wojskowej Viacheslav Chaus poinformował o śmierci (od 24 lutego) około 200 cywilów. 18 kwietnia ukraińska policja przekazała o prowadzeniu śledztw w sprawie 900 zaginionych, 2500 zabitych i 500 nielegalnie uprowadzonych.
Na dzień 20 kwietnia ONZ poinformowało o śmierci 2224 cywilów i 2897 rannych. Rzeczywista liczba ofiar była prawdopodobnie wyższa.
Minister gospodarki Ukrainy Julia Swyrydenko 28 marca przekazała, że straty gospodarcze Ukrainy wyniosły 564,9 mld dolarów. WHO potwierdziła 64 ataki na punkty medyczne od 24 lutego do 21 marca.
21 marca wieczorem w rosyjskim prorządowym tabloidzie „Komsomolskaja prawda” ukazała się informacja, że straty wojsk rosyjskich wyniosły 9861 żołnierzy zabitych i 16 153 rannych. Szacunki te zestawiono z danymi pochodzących ze sztabu wojsk ukraińskich, które 20 marca wykazywały, że Rosja straciła 96 samolotów, 118 śmigłowców i 14 700 żołnierzy. Po około 40 minutach portal publikację tę usunął, a następnie zamieścił wyjaśnienie, że informacja ta była nieprawdziwa i była skutkiem włamania hakerskiego na stronę „Komsomolskiej prawdy”.
Od początku konfliktu straty w sprzęcie po obu stronach konfliktu monitorowane są przez holenderski blog Oryx specjalizujący się w białym wywiadzie. Obliczenia Oryxa często tworzą absolutne minimum dla oszacowań strat. Dane Oryxa cytowane były w głównych mediach takich jak TVN24, TVP Info, CNN i The Guardian.
10 listopada 2022 gen. Mark Milley, szef sztabu US Army, stwierdził, że wg jego szacunków Rosjanie stracili ponad 100 000 żołnierzy (rannych i poległych). Podobne straty miała odnieść strona ukraińska. Ponadto wskazał, że w wojnie zginęło około 40 000 cywili.
Według ujawnionych w marcu 2023 tajnych dokumentów i oceny opracowanej przez amerykańską Agencję Wywiadu Obronnego, Rosja poniosła od 189 tys. do 223 tys. strat w ludziach, z czego 35–43 tys. to zabici, a 154–180 tys. to ranni. Ukraina miała stracić od 124 do 131 tys. żołnierzy, z czego 15–17 tys. to zabici, a 109–113 tys. to ranni. W sierpniu 2023 Wałerij Załużny, Naczelny Dowódca Wojsk Ukrainskich potwierdził, że w czerwcu 2023 w trakcie najcięższych walk w Donbasie straty wynosiły nawet 100 do 200 żołnierzy dziennie, później miały znacznie spaść.

#### Całkowite straty bojowe Rosjan w okresie od 24 lutego 2022 do 15 sierpnia 2025
Według danych Sztabu Generalnego Sił Zbrojnych Ukrainy straty po stronie rosyjskiej wynosiły:
- około 1 068 040 żołnierzy (wliczając w to jeńców wojennych i rannych)
- 23 133 pojazdów opancerzonych
- 58 596 pojazdów kołowych i cystern
- 11 106 czołgów
- 31 498 systemów artyleryjskich
- 51 190 bezzałogowych statków powietrznych
- 1 467 wyrzutni rakietowych
- 422 samoloty
- 340 śmigłowców
- 3 558 pocisków manewrujących
- 1 207 systemów obrony przeciwlotniczej
- 3 940 sztuk wyposażenia specjalnego
- 28 jednostek nawodnych
- 1 okręt podwodny

### Straty w sferze ukraińskiego dziedzictwa kulturowego
Zgodnie ze stanem na koniec marca 2024 roku armia rosyjska zniszczyła albo uszkodziła 1046 obiektów ukraińskiego dziedzictwa kulturowego. Wśród nich znalazły się obiekty o znaczeniu narodowym – 128, znaczeniu lokalnym – 848, dopiero zatwierdzone (wcześniej niewłączone do rejestrów) – 70. Obiekty dziedzictwa kulturowego zostały uszkodzone lub zdewastowane w 17 obwodach Ukrainy. Najwięcej – zgodnie z danymi rządu – w obwodzie charkowskim (294), chersońskim (136) i donieckim (125).
Według danych ukraińskiego Ministerstwa Kultury zostały zrujnowane lub zniszczone obiekty następujących kategorii: 57 zabytków archeologii, 294 zabytki architektury, 312 zabytków architektury i urbanistyki, 66 zabytków historii, architektury i urbanistyki, 1 zabytek sztuki monumentalnej, 7 zabytków architektury i sztuki monumentalnej, 40 zabytków architektury i historii, 221 zabytków historii, 5 zabytków urbanistyki, 19 zabytków urbanistyki i sztuki monumentalno-dekoracyjnej, 21 zabytków sztuki monumentalnej, 2 zabytki nauki i techniki, architektury, 1 zabytek sztuki parkowo-ogrodniczej.
Największe straty w sferze kultury odnotowano w obwodach donieckim, charkowskim, chersońskim, kijowskim oraz w Kijowie, mikołajowskim, ługańskim i zaporoskim. Najbardziej ucierpiały placówki kulturalne – 48%.
Spis zniszczonych i uszkodzonych obiektów z podziałem na kategorie: placówki kulturalne – 929, biblioteki – 689, placówki edukacji artystycznej – 154, muzea i galerie – 133, teatry i kina oraz filharmonie – 38, parki, zoo, rezerwaty – 12, cyrki – 3.
Wśród najbardziej symbolicznych zniszczonych i uszkodzonych obiektów kultury można wymienić teatr w Mariupolu, cerkiew św. Mikołaja z 1797 roku w Bachmucie, gmach Muzeum Krajoznawczego w Orichowie z 1893 roku, Muzeum Bohdana i Warwary Chanenków, wybudowane w latach 1887–1891 w Kijowie, cerkiew św. Jerzego we wsi Zaworyczi z obwodu kijowskiego, budynek Słowo w Charkowie, kościół Podwyższenia Krzyża Świętego z 1771 roku we wsi Brzozdowce z obwodu lwowskiego, Muzeum Sztuki im. Archipa Kuindży w Mariupolu, stuletnie gimnazjum w Łysyczańsku, muzeum Hryhorija Skoworody w obwodzie charkowskim, Odeskie Muzeum Sztuki.

## Negocjacje ukraińsko-rosyjskie
W południe czasu polskiego 28 lutego 2022 na Białorusi, w miejscowości Homel, rozpoczęły się – bez warunków wstępnych – negocjacje ukraińsko-rosyjskie. W skład ukraińskiej delegacji weszli:
- przewodniczący partii Sługa Ludu – Dawid Arachamia(inne języki),
- minister obrony – Ołeksij Reznikow,
- doradca szefa gabinetu prezydenta – Mychajło Podolak,
- pierwszy zastępca przewodniczącego ukraińskiej delegacji do Trójstronnej Grupy Kontaktowej – Andrij Kostin,
- zastępca przewodniczącego ukraińskiej delegacji do Zgromadzenia Parlamentarnego Rady Europy – Rustem Umierow,
- wiceminister spraw zagranicznych – Nikołaj Tochicki.

Stronę rosyjską reprezentowali:
- przewodniczący delegacji i doradca prezydenta Putina – Władimir Miedinski,
- ambasador Rosji na Białorusi – Boris Gryzłow,
- poseł – Leonid Słucki,
- wiceminister spraw zagranicznych – Andriej Rudenko(inne języki),
- wiceminister obrony – Aleksandr Fominych.

Negocjacje trwały ok. 5 godzin. Miediński zapowiedział dalsze spotkania.
Druga tura negocjacji rozpoczęła się 3 marca na białoruskim obszarze Puszczy Białowieskiej. Strony porozumiały się w kwestii utworzenia korytarzy humanitarnych dla ewakuacji ludności cywilnej z obszarów, na których toczone były najcięższe walki, tj. Mariupol i Chersoń. Zapowiedziano stworzenie specjalnych kanałów komunikacyjnych i sformułowanie stosownych procedur logistycznych w celu przeprowadzenia ewakuacji.
Trzecia runda negocjacji odbyła się w poniedziałek, 7 marca w obwodzie brzeskim na Białorusi i trwała ponad 3 godziny. Według strony ukraińskiej rozmowy nie przyniosły znaczącego przełomu. Ukraiński negocjator Mychajło Podolak poinformował, że doszło do niewielkiego postępu w sprawie organizacji korytarzy humanitarnych. Tego samego dnia minister spraw zagranicznych Turcji Mevlut Cavusoglu ogłosił, że szefowie dyplomacji Rosji i Ukrainy spotkają się w czwartek w Antalyi. Również w poniedziałek rzecznik Kremla, Dmitrij Pieskow, przedstawił warunki, jakie muszą być spełnione, by Rosjanie przerwali działania zbrojne na Ukrainie. Są to: zmiana konstytucji Ukrainy tak, aby zapisano w niej neutralność kraju, uznanie rosyjskiej aneksji Krymu i uznanie niepodległości Donieckiej Republiki Ludowej i Ługańskiej Republiki ludowej.
Mediacji podjęli się wcześniej prezydent Francji i premier Izraela. Emmanuel Macron w sprawie koncentracji wojsk przy granicy rosyjsko–ukraińskiej spotykał się z Putinem w Moskwie jeszcze przed inwazją – 7 i 11 lutego. Po pierwszej z tych wizyt odwiedził również Kijów. Już po ataku kilkukrotnie przeprowadził z prezydentem Rosji wielogodzinne rozmowy telefoniczne. Do 6 marca Macron z Putinem rozmawiali w ten sposób czterokrotnie. Natomiast Naftali Bennett odwiedził Moskwę 5 marca – dziesiątego dnia walk. Był pierwszym przywódcą państw zachodnich, który złożył wizytę w Moskwie od rozpoczącia inwazji na Ukrainę. Tego samego dnia Bennett rozmawiał telefonicznie z prezydentem Ukrainy, po czym do 8 marca rozmawiał dwukrotnie telefonicznie z prezydentem Rosji. Podczas kurtuazyjnej wizyty inaugurującej sprawowanie urzędu, sprawę ukraińską poruszał również kanclerz Niemiec – Olaf Scholz, rozmawiając z Putinem w Moskwie 15 lutego, dzień po wizycie w Kijowie.

## Uchodźcy

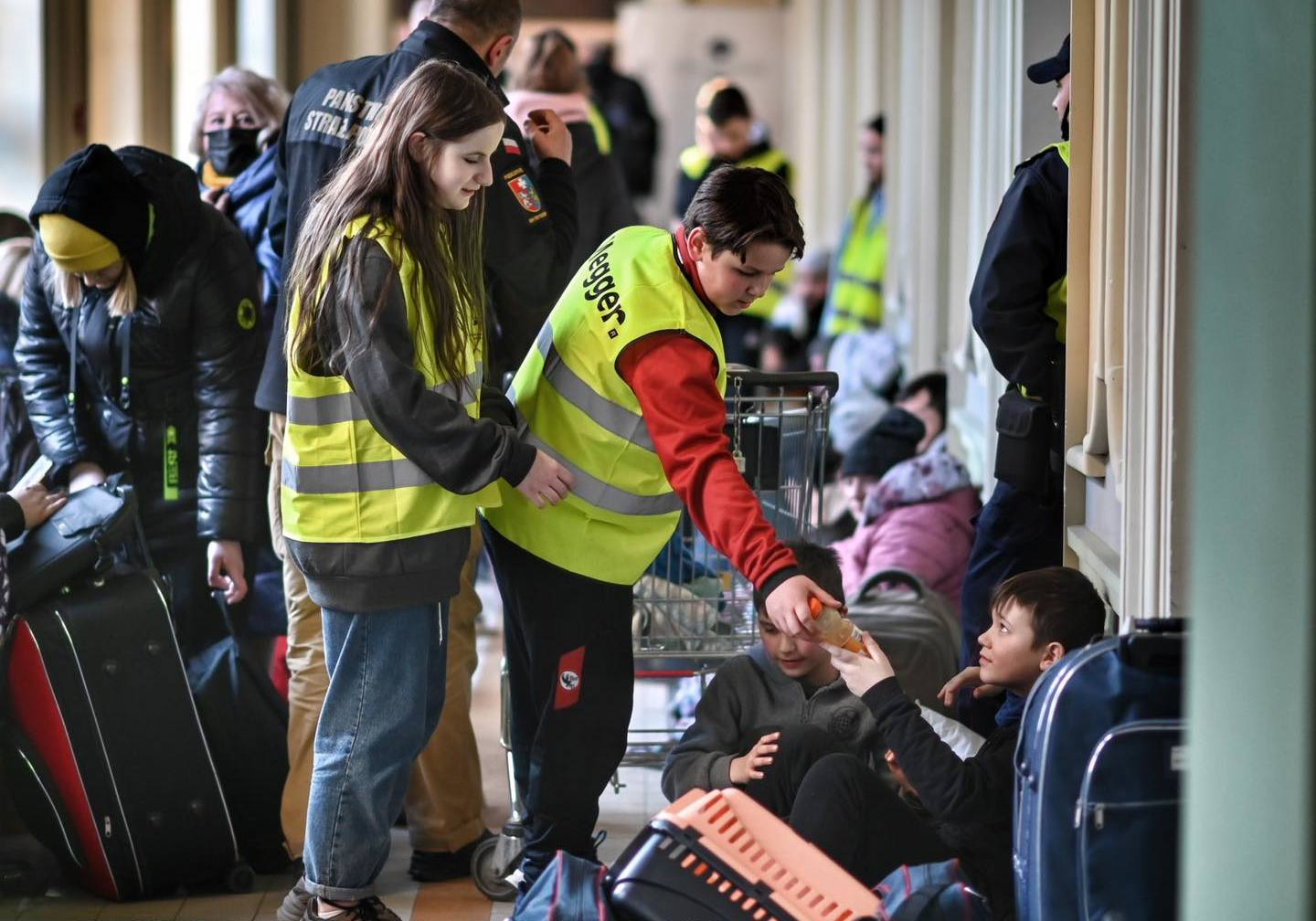
Polscy wolontariusze pomagają uchodźcom na dworcu Przemyśl Główny

Z rozpoczęciem działań wojennych tysiące Ukraińców skierowało się do zachodnich granic swego państwa. Już pierwszego dnia konfliktu na przejściach granicznych z Polską, Słowacją, Węgrami, Mołdawią i Rumunią powstały kolejki pojazdów i pieszych. Większość uchodźców stanowiły kobiety i dzieci. W związku z wprowadzeniem stanu wojennego mężczyzn obywatelstwa ukraińskiego w wieku od 18 do 60 lat obowiązuje zakaz wyjazdu z kraju.

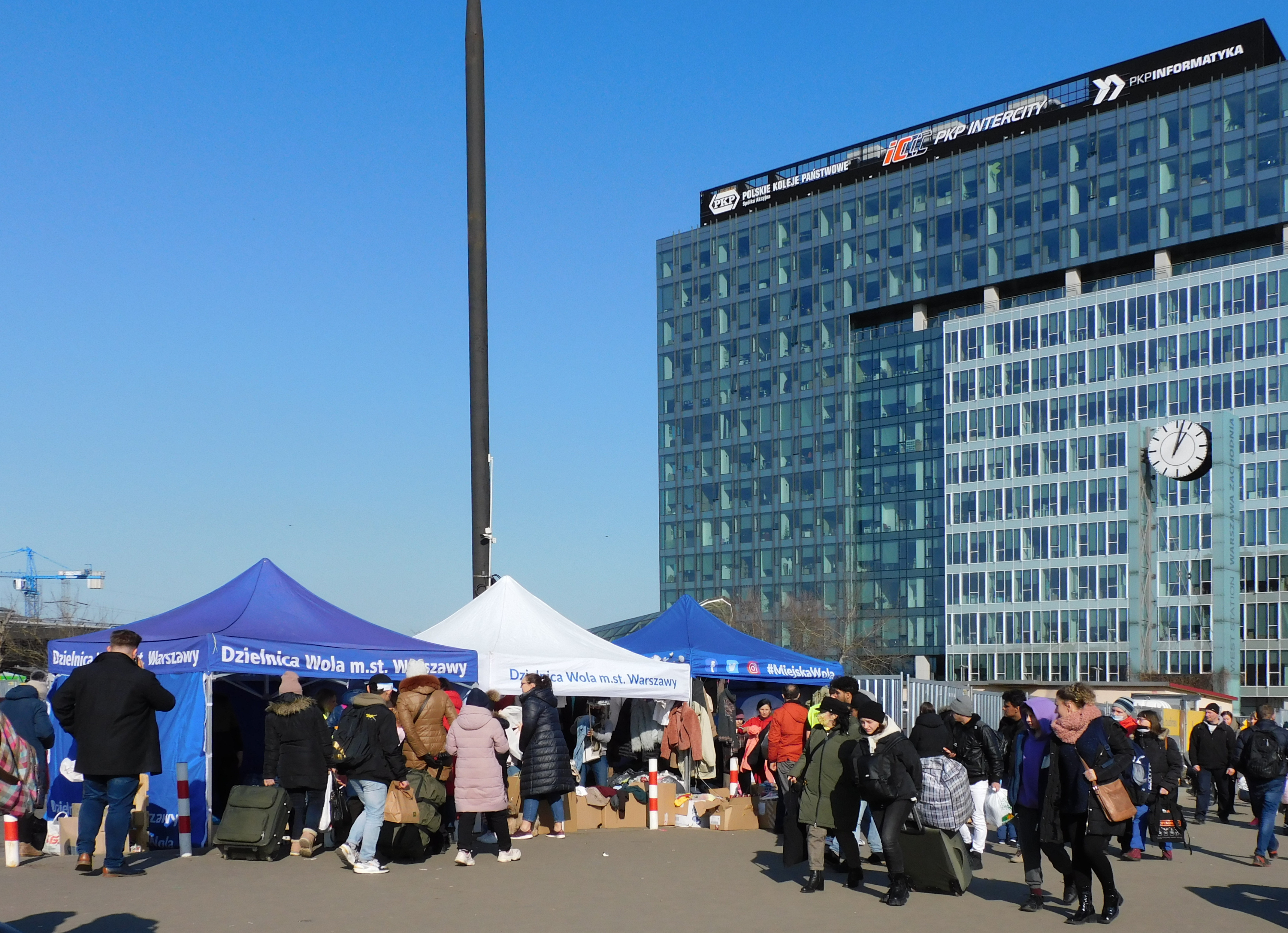
Punkt pomocy uchodźcom z Ukrainy przy Dworcu Zachodnim w Warszawie

Według danych UNHCR do 19 kwietnia Ukrainę opuściło 5 mln 34 tys. osób, z czego 2 mln 825 tys. udało się do Polski, 757 tys. do Rumunii, 550 tys. do Rosji, 471 tys. na Węgry, 427 tys. do Mołdawii, 343 tys. na Słowację, 24 tys. na Białoruś. Uchodźcy w Mołdawii i Rumunii w niewielkiej części starali się o status uchodźcy – większość planowała dostać się do Czech i Polski.

## Pseudoreferenda i ogłoszenie aneksji terytoriów okupowanych
30 września 2022 roku po nieuznawanych przez społeczność międzynarodową referendach na okupowanych ziemiach ukraińskich prezydent Rosji Władimir Putin ogłosił aneksję obwodu donieckiego, zaporoskiego, ługańskiego i chersońskiego (wraz z miastem Snihuriwka i częścią Półwyspu Kinburnskiego, które w ramach ukraińskiego podziału administracyjnego wchodzą w skład obwodu mikołajowskiego) do Rosji.

## Następstwa

### Konsekwencje prawne

Państwa, które oficjalnie uznały działania Federacji Rosyjskiej podczas inwazji na Ukrainę w 2022 r. za akt ludobójstwa (2022)

Inwazja Rosji na Ukrainę stanowi naruszenie Karty Narodów Zjednoczonych. Zgodnie z prawem międzynarodowym stanowi zbrodnię agresji, która może być ścigana na mocy jurysdykcji uniwersalnej. 25 lutego organizacja Amnesty International oświadczyła, że posiada niezbite dowody na to, że Rosja naruszyła międzynarodowe prawo humanitarne, a niektóre z jej ataków mogą być uznane za zbrodnie wojenne. Organizacja ta oraz Human Rights Watch stwierdziły, że siły rosyjskie przeprowadziły masowe ataki na obiekty cywilne, w tym na szpitale, m.in. wystrzeliły w kierunku szpitala w Wuhłedarze pocisk balistyczny 9K79 Toczka z głowicą zawierającą amunicję kasetową, w wyniku czego zginęło czterech cywilów, a dziesięciu zostało rannych, w tym sześciu pracowników służby zdrowia. Po ostrzelaniu przez Rosjan (w piątek 25 lutego, około południa) przedszkola w Ochtyrce, ukraińskie ministerstwo spraw zagranicznych zapowiedziało, że dotychczasowe i przyszłe ataki na ludność cywilną posłużą jako materiał dowodowy w postępowaniu przed Międzynarodowym Trybunałem Karnym, mającym na celu zbadanie aktów ludobójstwa i zbrodni wojennych popełnionych na Ukrainie.
27 lutego Ukraina skierowała do Międzynarodowego Trybunału Sprawiedliwości pozew przeciwko Rosji. Następnego dnia naczelny prokurator MTK Karim Khan rozpoczął śledztwo w sprawie ewentualnych zbrodni na Ukrainie. 27 lutego również polski Instytut Pileckiego powołał Centrum Dokumentowania Zbrodni Rosyjskich na Ukrainie im. Rafała Lemkina, które zajmuje się zbieraniem świadectw ludności cywilnej i żołnierzy ukraińskich, podobne dane od uchodźców gromadzi ABW, a także Instytut na Rzecz Kultury Prawnej Ordo Iuris.
10 marca 2022 organizacja Human Rights Watch napisała do ukraińskiego rządu o swoich zastrzeżeniach wobec traktowania rosyjskich żołnierzy. 16 marca z powodu braku odpowiedzi opublikowała komunikat na swojej stronie internetowej odnośnie do swoich uwag. Służby Bezpieczeństwa Ukrainy i Ministerstwo Spraw Wewnętrznych prowadząc swoje oficjalne kanały w mediach społecznościowych, miały dopuścić się złamania trzeciej konwencji genewskiej poprzez publikowanie danych personalnych jeńców wojennych oraz przedstawianie ich w upokarzających sytuacjach. Według organizacji na platformach społecznościowych były także udostępniane zdjęcia i filmy zabitych rosyjskich żołnierzy, które nie mogą zostać zweryfikowane. W tym samym oświadczeniu Human Rights Watch stwierdził, że udokumentował liczne przypadki łamania prawa wojennego przez stronę rosyjską. Wśród nich znajdują się ataki na ludność cywilną oraz uniemożliwianie jej opuszczania rejonów objętych starciami wojsk.
16 marca MTS postanowił o środkach tymczasowych w sporze Ukraina–Rosja, które sprowadzają się do nakazu wstrzymania przez Rosję i podległe jej oddziały operacji wojskowych na terytorium Ukrainy oraz do nakazu powstrzymania się przez obie strony od akcji, które mogłyby spotęgować ten spór.
Ponad rok po rozpoczęciu inwazji, 17 marca 2023 r. Międzynarodowy Trybunał Karny wydał nakazy aresztowania prezydenta Rosji Władimira Putina i komisarz ds. praw dziecka w Rosji, Mariji Lwowej-Biełowej. Sąd karny zarzucał obu osobom odpowiedzialność za bezprawną deportację ukraińskich dzieci do Rosji i popełnienie w związku z tym zbrodni wojennych. Rzecznik Dmitrij Pieskow stwierdził, że Rosja nie uznaje jurysdykcji Międzynarodowego Trybunału Karnego i tego rodzaju decyzje są dla Rosji nieistotne.

### Następstwa społeczne na Ukrainie
Inwazja wpłynęła na osłabienie Ukraińskiego Kościoła Prawosławnego Patriarchatu Moskiewskiego przejawiające się przechodzeniem poszczególnych parafii do autokefalicznego Kościoła Prawosławnego Ukrainy oraz spadku reputacji w społeczeństwie. Według badań opinii publicznej z sierpnia 2022 z podległą Patriarchatowi Moskiewskiemu Cerkwią identyfikowało się 4% Ukraińców deklarujących się jako prawosławni, zaś według badań z grudnia 54% badanych opowiadało się za jej delegalizacją.

### Konsekwencje gospodarcze

#### Sytuacja w krajach konfliktu
Natychmiastowym skutkiem inwazji stała się zapowiedź sankcji gospodarczych ze strony wielu państw i organizacji międzynarodowych. W efekcie już pierwszego dnia inwazji nastąpił na giełdzie moskiewskiej gwałtowny spadek indeksu RTS o 39% i to pomimo dwugodzinnego zawieszenia notowań. Notowania zawiesiła także Giełda Papierów Wartościowych w Petersburgu. Obrót na giełdzie w Moskwie, początkowo w ograniczonym zakresie, został przywrócony 24 marca.
Wartość rubla rosyjskiego spadła do rekordowo niskiego poziomu w stosunku do dolara amerykańskiego. W celu ustabilizowania rynku Centralny Bank Federacji Rosyjskiej ogłosił pierwszą interwencję rynkową od czasu aneksji Krymu w 2014 roku. Mimo tych działań rubel wciąż tracił i 25 lutego dolar kosztował 92 ruble (74 przed konfliktem), a euro – 103 ruble (wobec ok. 80 rubli). Rosjanie zaczęli masowo dokonywać wypłat, zwłaszcza oszczędności walutowych, oraz zakupów sprzętu elektronicznego i AGD (objętych sankcjami), który w efekcie podrożał nawet o 30%. 28 lutego rano wartość rubla spadła do 119 za dolara. Niektóre banki oferowały dolara nawet za ponad 170 rubli. Centralny Bank Federacji Rosyjskiej dla ratowania sytuacji finansowo-gospodarczej podniósł główną stopę referencyjną z 9,5% do 20%. Po tygodniu inwazji i wprowadzania kolejnych sankcji agencje ratingowe takie jak: Moody’s, Fitch i S&P Global Ratings obniżyły ratingi Rosji do poziomu śmieciowego, a ostatnia z agencji ostrzegła nawet przed bankructwem kraju. Po początkowym gwałtownym spadku wartości rubla władze Rosji wprowadziły regulacje, w wyniku których kurs waluty zaczął być sztucznie wzmacniany (wprowadzenie dla obywateli zakazu transferów pieniężnych za granicę, nakazanie podmiotom gospodarczym zamiany 80% przychodów w walutach obcych na ruble, wymuszenie zakupów surowców z zagranicy za ruble), co w efekcie spowodowało, że w maju 2022 rubel był najmocniej zyskującą walutą w skali globalnej. W tym też czasie indeks RTS moskiewskiej giełdy wzrósł o 107%, ale zakaz sprzedaży aktywów nierezydentom spowodował utratę przez giełdę statusu międzynarodowego.
Narodowy Bank Ukrainy zawiesił rynki walutowe i ustalił kurs sztywny. Ograniczył także wypłaty gotówki do 100 tys. hrywien dziennie oraz zabronił wypłat w walutach obcych przez obywateli. Ukraińska Giełda Papierów Wartościowych PFTS poinformowała 24 lutego, że obrót został zawieszony z powodu „zdarzeń nadzwyczajnych”.
W związku z wnioskiem rosyjskiego Ministerstwa Obrony o wstrzymanie lotów przez jednostki kontroli ruchu lotniczego Ukrainy, przestrzeń powietrzna nad Ukrainą została ograniczona do ruchu niecywilnego, a cały obszar został uznany przez Agencję UE ds. Bezpieczeństwa Lotniczego za strefę aktywnego konfliktu.
Wskutek sankcji nastąpiło zmniejszenie obrotów handlowych między Rosją a krajami UE. Według danych Eurostatu od lutego do grudnia 2022 roku udział Rosji w imporcie pozaunijnym państw Unii Europejskiej spadł z 9,5 do 4,3% w omawianym okresie, zaś w przypadku eksportu udział Rosji spadł z 4 do 2%. Wartość importu z Rosji spadła z 21,9 mld w marcu 2022 roku do 10,3 mld euro w grudniu 2022 (spadek o 53%). Wpływ na to miał przede wszystkim spadek wartości importu surowców energetycznych. Sankcje spowodowały także ograniczenie wydobycia ropy naftowej i przekierowanie części eksportu do innych krajów m.in. Indii.
W okresie pomiędzy I kwartałem 2022 a I kwartałem 2023 PKB Ukrainy spadł o 10,5%, natomiast w 2024 roku odnotowano 4% wzrostu PKB.

#### Wpływ na gospodarkę globalną
Następstwem inwazji był też wzrost ceny ropy Brent powyżej 100 dolarów za baryłkę (po raz pierwszy od 2014 roku). Znacząco podrożała pszenica, osiągając cenę najwyższą od 2008 roku (Rosja i Ukraina wytwarzają 30% światowej podaży). W niektórych krajach zależnych od importu rosyjskiej i ukraińskiej pszenicy (np. Egipcie) skok cen wywołał obawy przed niepokojami społecznymi.
Dyrektor zarządzająca Międzynarodowego Funduszu Walutowego, Kristalina Georgiewa, ostrzegła, że konflikt stanowi poważne ryzyko gospodarcze dla regionu i w skali międzynarodowej. Dodała, że Fundusz może pomóc innym krajom dotkniętym konfliktem, rozszerzając pakiet pożyczek o wartości 2,2 miliarda dolarów przygotowywany na pomoc Ukrainie. Podobnie prezes Banku Światowego David Malpass stwierdził, że konflikt będzie miał daleko idące skutki gospodarcze i społeczne. Zapowiedział też przygotowanie możliwości znacznego wsparcia gospodarczego i fiskalnego dla Ukraińców oraz państw regionu.

#### Sankcje międzynarodowe

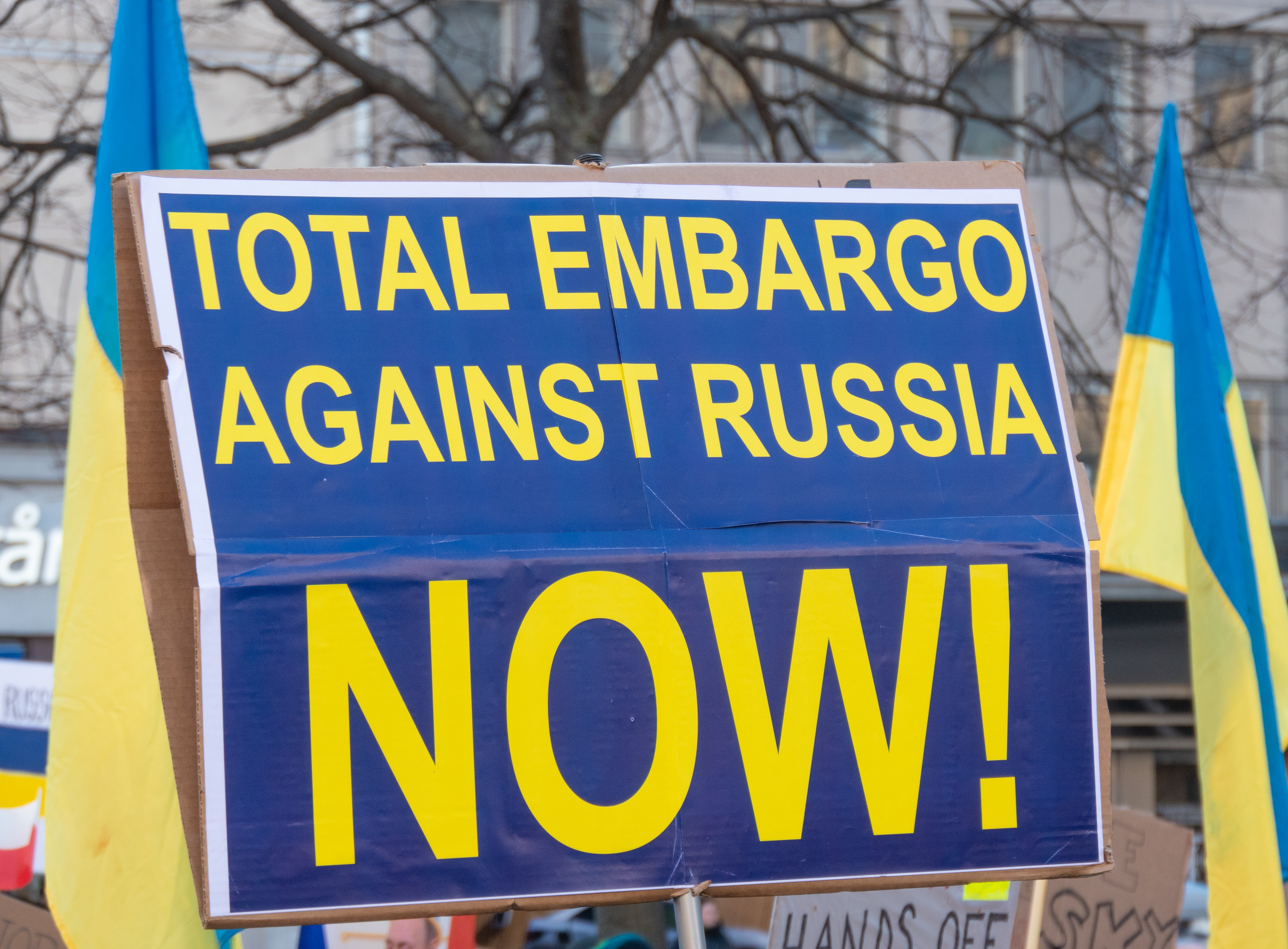
Transparent z protestu w Sztokholmie 27 lutego 2022

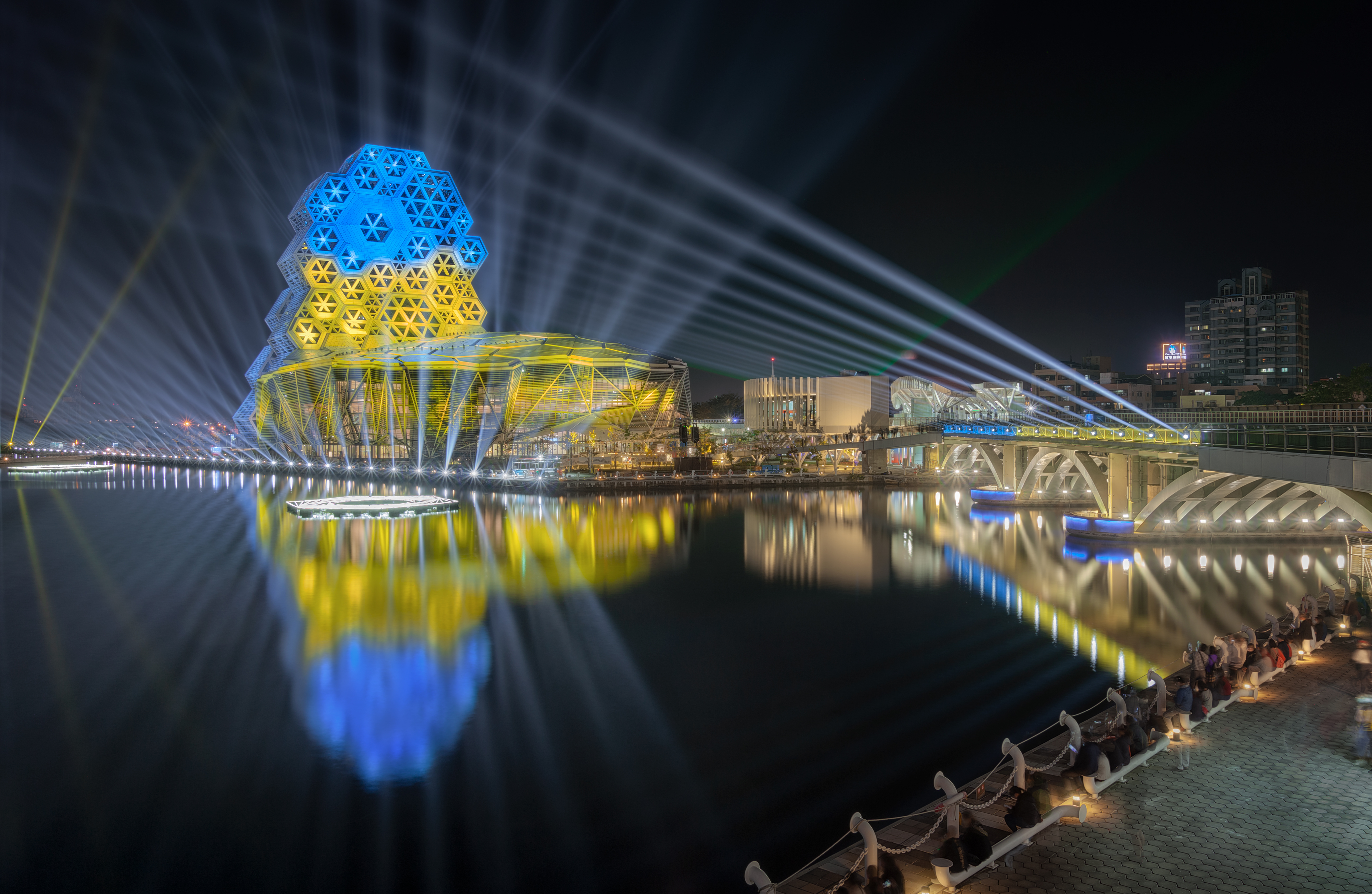
Kaohsiung Music Center na Tajwanie 27 lutego 2022

Natychmiast po wybuchu konfliktu przywódcy wielu krajów i organizacji międzynarodowych potępili atak Rosji i zapowiedzieli wprowadzenie sankcji gospodarczych wobec tego kraju.
24 lutego rano przewodnicząca Komisji Europejskiej Ursula von der Leyen zapowiedziała wprowadzenie „potężnych” sankcji unijnych skierowanych przeciw Rosji. Objęto nimi transfery technologiczne, rosyjskie banki i aktywa. Wysoki przedstawiciel UE do spraw zagranicznych Josep Borrell zapowiedział, że Rosja stanie w obliczu „bezprecedensowej izolacji”, ponieważ sankcje UE będą „najostrzejszym pakietem kiedykolwiek wdrożonym przez Unię”. Stwierdził także, że „są to jedne z najczarniejszych godzin w Europie od II wojny światowej”. Brytyjski premier Boris Johnson ogłosił zamknięcie rosyjskim bankom i ponad stu osobom fizycznym z Rosji dostępu do brytyjskiego systemu finansowego oraz zamrożenie ich aktywów. Niemiecki kanclerz Olaf Scholz w odpowiedzi na rosyjską inwazję zamroził proces certyfikacji gazociągu Nord Stream 2. 28 lutego dotychczas zachowująca neutralność Szwajcaria zdecydowała się na przyłączenie do unijnych sankcji. Według dziennika „Bild” w Szwajcarii mogło znajdować się nawet 1/3 majątków rosyjskich oligarchów. Tego samego dnia również Monako zadeklarowało wdrożenie unijnych sankcji na Rosję.
Prezydent Stanów Zjednoczonych Joe Biden ogłosił wprowadzenie sankcji wobec czterech rosyjskich banków oraz „skorumpowanych miliarderów” bliskich Putinowi. Stany Zjednoczone wprowadziły również kontrolę eksportu, ograniczyły dostęp Rosji do zaawansowanych technologicznie produktów, zarówno sprzętu, jak i oprogramowania, do których stworzenia wykorzystano jakąkolwiek część lub własność intelektualną pochodzącą ze Stanów Zjednoczonych. Sankcja wymaga, aby każda osoba lub firma, która chce sprzedawać do Rosji technologię, półprzewodniki, oprogramowanie szyfrujące, lasery lub czujniki, zażądała licencji, której domyślnie się odmawia. Sankcja koncentruje się na przemyśle stoczniowym, lotniczym i obronnym. Oznacza to m.in., że nie będzie możliwości aktualizacji oprogramowania i poprawek luk w zabezpieczeniach (wyjątek przyjęto dla aktualizacji smartfonów Google i Apple, aby mieć mniejszy wpływ na przeciętnych Rosjan). Uważa się, że sankcja w odniesieniu do sprzętu spowoduje stopniową degradację infrastruktury technologicznej Rosji. 8 marca Biden ogłosił wprowadzenie całkowitego embarga na import ropy, gazu i węgla z Rosji.
Jedną z najcięższych sankcji wobec Rosji było jej odcięcie od globalnego systemu płatności międzybankowych SWIFT. Głównym powodem oporów przed jej wprowadzeniem były obawy o wstrzymanie w konsekwencji dostaw do Europy niezbędnych surowców energetycznych z Rosji. 26 lutego ostatni kraj UE, który bronił usunięcia Rosji ze SWIFT, Niemcy, zgodziły się na „ukierunkowane” usunięcie Rosji ze SWIFT. Wprowadzone 2 marca blokady w systemie SWIFT nie obejmują jednak rosyjskich banków obsługujących płatności za energię: Sbierbanku i Gazprombanku.

##### Sankcje odwetowe
Dekret z 28 lutego zakazuje rezydentom Rosji (m.in. osobom przebywającym na terenie Rosji przez co najmniej 183 dni w roku) przelewania obcych walut na konta w zagranicznych bankach i instytucjach finansowych oraz dokonywania przelewów za pomocą elektronicznych środków płatniczych zagranicznych dostawców bez otwierania rachunku bankowego.
1 marca, ze skutkiem od 2 marca, Putin zadekretował, że obywatele państw „nieprzyjaznych Rosji i jej obywatelom” potrzebują do dokonania transakcji rosyjskimi papierami wartościowymi, nieruchomościami oraz pożyczkami i kredytami w rublach zezwolenia komisji rządu Rosji ds. kontroli inwestycji zagranicznych. Komisja ta może też ustalać warunki, po których spełnieniu cudzoziemiec związany z państwem „nieprzyjaznym” Rosji będzie mógł sprzedać lub kupić w Rosji papiery wartościowe i nieruchomości lub zaciągnąć pożyczkę. Ten sam dekret zakazuje wywozu z Rosji waluty obcej w ilości przekraczającej równowartość 10 tys. USD.
Inny dekret Putina stanowi, że od kwietnia odbiorcy rosyjskiego gazu z państw „nieprzyjaznych” Rosji mają obowiązek płacić za dostarczany surowiec w rublach, nawet jeżeli kontrakty przewidują zapłatę w euro lub dolarach. Importerzy, którzy się do tego obowiązku nie zastosują, mają nie otrzymać zakontraktowanego gazu.
W grudniu 2022 roku weszło w życie embargo na sprowadzanie drogą morską rosyjskiej ropy naftowej do krajów oraz ustalony przez państwa grupę G7, UE i Australię limit ceny rosyjskiej ropy naftowej transportowanej drogą morską w wysokości 60 dolarów za baryłkę.

#### Blokady przestrzeni powietrznych i blokady morskie
25 lutego jako pierwsza Wielka Brytania, a następnie Polska, Bułgaria i Czechy zakazały rosyjskim liniom lotniczym i samolotom prywatnym korzystania ze swojej przestrzeni powietrznej. Wkrótce dołączyły do tego zakazu także Mołdawia, Estonia, Rumunia, Słowenia, Łotwa i Litwa. Ten sam krok zapowiedziały 27 lutego Finlandia, Szwecja, Dania, Niemcy (na okres 3 miesięcy), Włochy, Belgia, Austria i Irlandia, 28 lutego przestrzeń powietrzną zamknęła Grecja i Cypr. W sumie praktycznie cała przestrzeń nad Europą, a poza nią także nad Kanadą i USA, została zamknięta dla samolotów rosyjskich. Rosjanie w odpowiedzi zamknęli swoją przestrzeń powietrzną najpierw dla przewoźników z krajów, które zainicjowały blokadę (Wielkiej Brytanii, Bułgarii i Polski), a następnie dla wszystkich 36.
Największy rosyjski przewoźnik krajowy, S7 Airlines, ogłosił, że odwołuje wszystkie loty do Europy, a amerykański przewoźnik Delta Air Lines ogłosił, że zawiesił współpracę z Aerofłotem. Aerofłot odcięty został 3 marca od Globalnego Systemu Dystrybucji, umożliwiającego dokonywanie rezerwacji lotów i ich zakupu na loty zagraniczne i krajowe.
28 lutego swoje porty dla rosyjskich statków zamknęła Wielka Brytania. 1 marca to samo uczyniła Kanada, rozszerzając przy tym blokadę na kanadyjskie wody terytorialne.

#### Reakcje przedsiębiorstw
W ciągu kolejnych dni inwazji wiele prywatnych przedsiębiorstw zdecydowało się na nałożenie na Rosję (często również na Białoruś) sankcji we własnym zakresie. 28 lutego w Polsce wycofanie z obrotu produktów wyprodukowanych w Rosji lub należących do firm z kapitałem rosyjskim ogłosiły: sieć Netto, polskie oddziały sieci Rossmann i InPost. Koncern paliwowy BP ogłosił decyzję o sprzedaży swoich akcji (19,75%) w rosyjskim Rosniefcie. Disney, Sony i Warner Bros. wstrzymały premiery kinowe w Rosji. 1 marca o wstrzymaniu zleceń na przewóz kontenerów do i z Rosji postanowili trzej liderzy światowego transportu kontenerowego: Mediterranean Shipping Company, Maersk i CMA CGM. Norweski Państwowy Fundusz Emerytalny zadecydował o sprzedaży swoich inwestycji w Rosji. Dostawy przesyłek do Rosji zawiesił Fedex, UPS i DHL. Sprzedaż pojazdów i części do Rosji zawiesił Mercedes, Jaguar, Harley-Davidson, Ford, General Motors, BMW, Chevrolet, Cadillac, Audi, Porsche, Renault, Scania, Toyota i Volvo. Z firm technologicznych sprzedaż lub dostawy produktów do Rosji zawiesiła Nokia, HP, Dell, AMD, Intel, Apple, Ericsson, Lenovo. Możliwość transakcji w Rosji lub z rosyjskimi bankami objętymi sankcjami zablokowała Visa, MasterCard, PayPal oraz Paysera.
Kontrowersje wzbudziły niejasności wokół koncernu Coca-Cola, który posiada w Rosji 10 fabryk. 4 marca rosyjska agencja prasowa Tass poinformowała, że koncern nie zamierza zakończyć działalności w tym kraju. Tego samego dnia wieczorem ukraińska agencja Interfax–Ukraine poinformowała o decyzji dużych sieci ukraińskich sklepów (Novus, Varus, Silpo, Fora, FOZZY, Thrash), wycofujących ze sprzedaży produkty Coca-Coli. Informacja o kontynuacji działalności przez Coca-Colę w Rosji odbiła się szerokim echem w krajach zachodnich, na co koncern odpowiedział następnego dnia informując o wycofaniu się z rynku rosyjskiego. W podobnej atmosferze odebrano doniesienia brytyjskiego dziennika „Daily Mail”, który (powołując się na chiński portal branżowy „Reports in China” i poniedziałkowy komentarz ministra obrony Australii Petera Duttona) poinformował 7 marca, że chiński Huawei wspierał inwazję, szkoląc 50 tysięcy rosyjskich specjalistów w walce z cyberatakami. Szkolenie miało się odbyć bezpośrednio po ataku na rosyjskie strony rządowe (w pierwszym tygodniu inwazji), na których hakerzy publikowali zdjęcia nagrobków. Agencja public relations reprezentująca polski oddział Huawei, w lakoniczym komunikacie zdementowała tę informację. Niemniej współpracę sponsorską z koncernem zerwał m.in. Robert Lewandowski, o czym informowały nawet media spoza Europy. Kontrakt z Lewandowskim opiewał na 5 milionów euro.

## Reakcje międzynarodowe

### ONZ
25 lutego Rada Bezpieczeństwa Organizacji Narodów Zjednoczonych głosowała nad rezolucją potępiającą agresję Rosji na Ukrainę przygotowaną przez Stany Zjednoczone i Albanię. Większość krajów głosowała za rezolucją, ale weto Rosji uniemożliwiło jej przyjęcie. Od głosu wstrzymały się: Chiny, Indie i Zjednoczone Emiraty Arabskie.
2 marca Zgromadzenie Ogólne ONZ przyjęło rezolucję potępiającą Rosję i wzywającą do wycofania jej wojsk z terenu Ukrainy. Za przyjęciem rezolucji opowiedziało się 141 państw, przeciwnych było 5 krajów, w tym oprócz Rosji i Białorusi: Syria, Korea Północna i Erytrea. Od głosu wstrzymało się 35 państw między innymi: Armenia, Iran, Chiny, Kazachstan, Indie.
7 kwietnia Rosja w wyniku głosowania Zgromadzenia Ogólnego Narodów Zjednoczonych została pierwszym krajem zawieszonym w Radzie Praw Człowieka Narodów Zjednoczonych. „Za” zagłosowały 93 kraje, 58 wstrzymało się, a 24 wyraziło sprzeciw. Głosowanie przeprowadzono na wniosek Stanów Zjednoczonych.

### Rada Europy
25 lutego z inicjatywy Polski i Ukrainy Rosja została zawieszona w prawach członka Rady Europy. 15 marca Rosja została wydalona z Rady Europy, po tym jak formalnie złożyła wniosek w sprawie wystąpienia z tej organizacji.

### Unia Europejska
3 marca Rada ds. Wymiaru Sprawiedliwości i Spraw Wewnętrznych ustaliła istnienie sytuacji masowego napływu wysiedleńców w rozumieniu art. 5 dyrektywy o ochronie tymczasowej, która tym samym zostaje zastosowana po raz pierwszy. Uchodźcy z Ukrainy zyskują prawo tymczasowego pobytu w każdym państwie członkowskim, do którego dotrą, bez konieczności wszczynania postępowania azylowego. Mają przy tym dostęp do rynku pracy, edukacji, opieki medycznej i świadczeń socjalnych. Poza tym Komisja Europejska zdecydowała o przeznaczeniu co najmniej 500 mln euro z budżetu UE na pomoc dla uchodźców z Ukrainy oraz dalszych 500 mln euro, w ramach Europejskiego Instrumentu na rzecz Pokoju, na zakup sprzętu dla Ukrainy, w tym – po raz pierwszy – śmiercionośnego.
Kolejne 500 mln euro na sprzęt wojskowy i broń dla ukraińskiego wojska z tego instrumentu zatwierdzono na szczycie w Wersalu, który odbył się 10–11 marca. Tam też zdecydowano, że nie będzie szybkiej ścieżki przyjęcia Ukrainy do UE.

### NATO
Na wniosek Polski, Rumunii, Litwy, Łotwy i Estonii na podstawie art. 4 traktatu północnoatlantyckiego rozpoczęły się konsultacje Rady Północnoatlantyckiej. Premier Estonii Kaja Kallas wydała oświadczenie: „Szeroko zakrojona agresja Rosji jest zagrożeniem dla całego świata i wszystkich państw NATO, dlatego należy zainicjować konsultacje NATO w sprawie wzmocnienia bezpieczeństwa członków sojuszu. Najskuteczniejszą odpowiedzią na rosyjską agresję jest jedność”. NATO ogłosiło plany zwiększenia liczebności swoich wojsk w krajach bałtyckich, Rumunii i Polsce.
Po posiedzeniu Rady Bezpieczeństwa ONZ 25 lutego Stoltenberg zapowiedział, że po raz pierwszy część NATO Response Force zostanie rozmieszczona wśród członków NATO wzdłuż wschodniej granicy Sojuszu. Stwierdził, że będą to siły zdolne do szybkiego reagowania (ang. Very High Readiness Joint Task Force, VJTF), obecnie kierowane przez Francję. Stany Zjednoczone ogłosiły 24 lutego, że rozmieszczą dodatkowo 7 tys. żołnierzy, którzy dołączą do 5 tys. już znajdujących się w Europie. Pod dowództwo NATO, po raz pierwszy od czasów zimnej wojny, trafiła także grupa uderzeniowa lotniskowców z USS Harry S. Truman, która weszła na Morze Śródziemne w poprzednim tygodniu w ramach planowanych ćwiczeń.

### Reakcje państw i organizacji

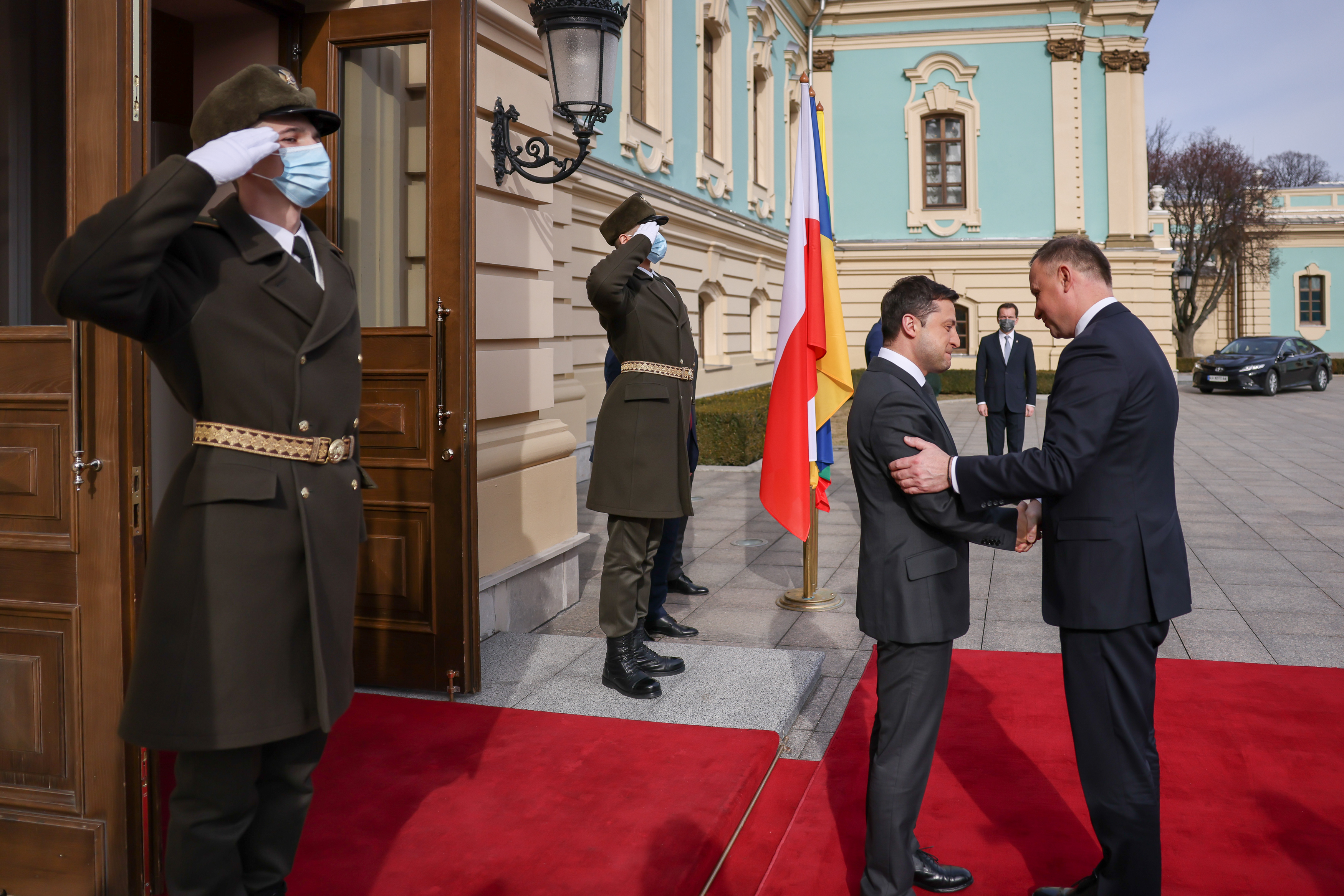
Prezydent Ukrainy Wołodymyr Zełenski z prezydentem RP Andrzejem Dudą w Kijowie na dzień przed inwazją

Rzeczniczka chińskiego MSZ Hua Chunying w pierwszym dniu po ataku wojsk rosyjskich na Ukrainę oświadczyła, że „Rosja to niepodległy kraj i może sama podejmować decyzje na podstawie własnych interesów”. Sprzeciwiła się nazywaniu rosyjskich działań na Ukrainie „inwazją” i oskarżyła USA o podsycanie napięć. Chiny obwiniają o wojnę NATO. Państwo Środka uznaje suwerenność Ukrainy. Jednocześnie uznaje agresję Rosji za popartą uzasadnionymi obawami i nie popiera polityki stosowania sankcji wobec Federacji Rosyjskiej. Indie zachowują neutralną politykę wobec decyzji Rosji. Chiny i Indie wzywają do zawieszenia broni przez obie strony konfliktu.
W marcu Polska, Litwa, Łotwa, Estonia, Bułgaria zredukowały liczebność personelu ambasad rosyjskich na swoich terytoriach. Sejm Polski 23 marca oraz Senat USA 16 marca uznały Władimira Putina za zbrodniarza wojennego. Polska, Litwa i Dania poparły misję pokojową NATO na Ukrainie.

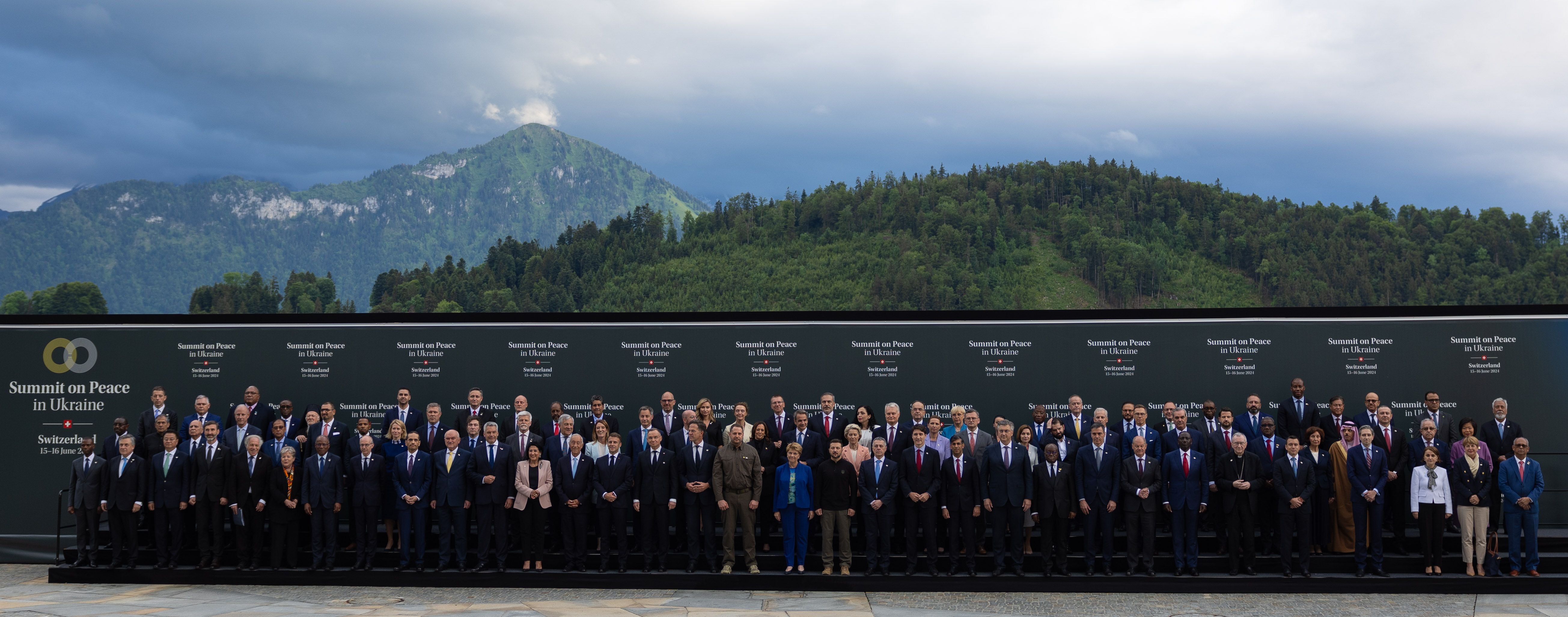
Uczestnicy szczytu w Szwajcarii

W dniach 15–16 czerwca w Szwajcarii nad Jeziorem Czterech Kantonów odbył się szczyt w sprawie pokoju na Ukrainie. Uczestniczyli w nim przedstawiciele 92 krajów, jednak bez przedstawicieli Rosji. Komunikat końcowy szczytu zwrócił uwagę na bezpieczne wykorzystanie obiektów jądrowych, bezpieczeństwo żywnościowe i powiązaną z nim swobodę żeglugi handlowej i dostęp do portów na Morzu Czarnym oraz pełną wymianę jeńców.

#### Rola Białorusi
Pomimo obaw ze strony społeczności międzynarodowej i doniesień wywiadowczych, Białoruś ani jej siły zbrojne nie przyłączyły się do operacji wojskowej po stronie Rosji. Niemniej Białoruś udostępniła Rosji na podstawie porozumienia swoje bazy i terytorium oraz wykonywała usługi transportowe i logistyczne na rzecz wojsk rosyjskich. Siły rosyjskie wyprowadziły między innymi z terytorium Białorusi atak na Ukrainę 24 lutego. Operowało też stamtąd rosyjskie lotnictwo atakujące Kijów i zachodnią część Ukrainy, a także wystrzeliwano z jej terytorium rosyjskie pociski balistyczne Iskander.
Wkrótce po rozpoczęciu inwazji, uwidoczniły się też działania lokalnego białoruskiego ruchu oporu, przeciwnego wojnie, głównie dezorganizującego transport kolejowy na Białorusi przez wywoływanie awarii systemów kierowania ruchem. Miało to miejsce między innymi 27 lutego. Białoruskie służby prowadziły na skutek tego śledztwa, a wykryte osoby były skazywane na długoletnie kary pozbawienia wolności. Również liczni internauci z Białorusi informowali w portalach społecznościowych o ruchach wojsk rosyjskich na terenie tego kraju, udostępniając tym samym dane wywiadowcze.
4 października 2022 Alaksandr Łukaszenka po raz pierwszy oficjalnie potwierdził zaangażowanie swego państwa w wojnę po stronie rosyjskiej. Stwierdził, że Białoruś chce w ten sposób zapobiec rozprzestrzenieniu się konfliktu na jej terytorium.

#### Pomoc militarna dla Ukrainy

Kolorem granatowym zaznaczone kraje, które przekazały Ukrainie broń ciężką, jasnoniebieskim lekką broń lub amunicję, zaś zielonym nieśmiercionośną pomoc wojskową

Jednym z pierwszych państw zachodnich, które zadeklarowało wsparcie militarne, była Wielka Brytania, prowadząca szkolenia wojskowe na terenie Ukrainy co najmniej od jesieni 2020 roku. W listopadzie 2021 roku w Kijowie doszło do wizyty ministra obrony Wielkiej Brytanii, Bena Wallace’a, w wyniku której podpisano porozumienie dotyczące współpracy w obszarze rozwoju marynarki wojennej Ukrainy. 1 lutego 2022 – na trzy tygodnie przed inwazją – doszło w Kijowie do spotkania premierów Wielkiej Brytanii, Polski i Ukrainy. BBC nazwała spotkanie „nowym sojuszem obronnym” w obliczu rosyjskiego zagrożenia. Jeszcze do połowy lutego 2022 roku stu brytyjskich żołnierzy było obecnych na Ukrainie, przeprowadzając szkolenia z obsługi broni przeciwpancernej. 23 lutego – dzień przed inwazją – premier Boris Johnson poinformował o kolejnych dostawach brytyjskiej broni do Ukrainy oraz o wszczęciu postępowania mającego na celu zbadanie, czy rosyjska stacja telewizyjna RT (dawniej Russia Today) nie naruszała warunków brytyjskiej licencji, co mogłoby być podstawą do odebrania jej uprawnień do nadawania. Kwestia tego, że stacja w otwarty sposób przekazująca punkt widzenia Kremla swobodnie nadawała w Wielkiej Brytanii, była kilkukrotnie podnoszona podczas dyskusji w Izbie Gmin.
Państwa zachodnie nie zaangażowały się wprost w konflikt militarnie, lecz USA i Wielka Brytania udostępniały na bieżąco władzom Ukrainy informacje wywiadowcze, w szczególności dane wywiadu elektronicznego, pozwalające na organizację obrony.
Przez wiele tygodni przed inwazją powołany na początku grudnia 2021 roku nowy rząd niemiecki odmawiał dostaw broni dla Ukrainy. Minister spraw zagranicznych, Annalena Baerbock, uzasadniała to stanowisko doświadczeniami historycznymi. Jednocześnie, jak wskazywał Sztokholmski Międzynarodowy Instytut Badań nad Pokojem (SIPRI), Niemcy pozostawały jednym z największych na świecie producentów i eksporterów broni. Rząd niemiecki początkowo zadeklarował tylko przekazanie 5000 hełmów, co spotkało się z krytyką w wielu mediach europejskich. Jednak kilka dni po inwazji, w piątek 26 lutego, kanclerz Niemiec Olaf Scholz, poinformował, że z rezerwy Bundeswehry na Ukrainę dostarczonych zostanie 1000 sztuk broni przeciwpancernej i 500 rakiet ziemia-powietrze „Stinger”. 3 marca dodano do tego 2700 radzieckich ręcznych pocisków rakietowych „Strela”.
Do zmiany stanowiska po trzech dniach od inwazji doszło również we Francji i w Belgii. Przedtem rząd Belgii „stał na wypracowanym w drodze konsensusu” stanowisku ignorowania próśb z Kijowa. Jednak w piątek 26 lutego minister spraw zagranicznych Belgii Sophie Wilmes zadeklarowała pomoc militarną. Tego samego dnia Francja podjęła decyzję o dodatkowych transportach sprzętu defensywnego oraz zapewniła dostawy paliwa dla Ukrainy. Jednocześnie administracja prezydenta poinformowała o zamrożeniu aktywów finansowych rosyjskich „osobistości” we Francji oraz dyplomatyczne wsparcie na rzecz wykluczenia Rosji z systemu SWIFT.
W pierwszym dniu inwazji w wypowiedzi dla TVN24 ambasador Ukrainy w Polsce, Andrij Deszczycia, poinformował, że na Ukrainie jest już polski sprzęt wojskowy. Armia ukraińska dysponowała m.in. polskimi przenośnymi przeciwlotniczymi zestawami rakietowymi Piorun, dronami i amunicją wyprodukowaną w Polsce. 28 lutego portal Onet upublicznił informację, że Polska wspomagała Ukrainę również pociskami rakietowymi powietrze-powietrze R-73, które są uzbrojeniem MiG-ów-29, popularnych myśliwców na Ukrainie. Tego samego dnia 18 krajów europejskich oraz Stany Zjednoczone i Kanada przekazały lub zadeklarowały przekazanie Ukrainie sprzętu wojskowego, amunicji, paliw, środków komunikacji i transportowych. Pozostałe kraje europejskie zadeklarowały przynajmniej pomoc humanitarną. Po raz pierwszy w historii Unii Europejskiej także ona przekazała 450 mln euro na uzbrojenie ofensywne i 50 milionów na defensywne. Rolę centrum logistycznego dla przerzutu sprzętu na terytorium Ukrainy pełni Polska. 15 marca, 21. dnia inwazji koleją do Kijowa przybyła pierwsza delegacja rządowa. W jej skład weszli szef polskiego rządu – Mateusz Morawiecki, wicepremier Jarosław Kaczyński, premier Czech Petr Fiala i premier Słowenii Janez Janša. Na konferencji prasowej po wieczornym spotkaniu z prezydentem Ukrainy, Jarosław Kaczyński wezwał do powołania misji pokojowej NATO o charakterze militarnym. Według Kaczyńskiego nie wymaga ona członkowska Ukrainy w NATO. Na pytanie dziennikarza o przekazanie przez Polskę myśliwców bojowych, Kaczyński odpowiedział, że nie wszystkie ustalenia mogą być obecnie ujawnione.
Od 2020 roku Turcja dostarcza do Ukrainy drony Bayraktar TB2 wraz z uzbrojeniem podwieszanym – lekkimi bombami naprowadzanymi laserowo MAM-C i MAM-L. Informacje o ostatniej dostawie podał 2 marca minister obrony Ukrainy.
W poniedziałek 28 lutego, piątego dnia od inwazji, po tym, jak władze Ukrainy ogłosiły tworzenie ochotniczych oddziałów międzynarodowych, pojawiły się pierwsze akty wsparcia. Parlament Łotwy jednomyślnie uchwalił poprawkę do ustawy o bezpieczeństwie narodowym (dotychczas zabraniającej udziału w wojskach obcych państw), w której zapisano, że łotewscy ochotnicy będą mogli walczyć w obronie Ukrainy. Jednocześnie zastrzeżono, że wspierający stronę rosyjską będą musieli się liczyć z odpowiedzialnością karną. 3 marca rzecznik rosyjskiego ministerstwa obrony Igor Konaszenkow stwierdził, że cudzoziemcy walczący w legionie międzynarodowym będą ścigani jak przestępcy oraz nie mogą mieć tytułu kombatantów i jeńców wojennych.
W sierpniu 2023 USA zgodziły się na przekazanie Ukrainie myśliwców F-16 przez Danię i Holandię. W sierpniu następnego roku dostarczono Siłom Powietrznym Ukrainy 10 maszyn.
Od stycznia 2022 roku do marca 2024 roku Ukraina otrzymała z zagranicy pomoc o wartości ponad 380 miliardów dolarów, w tym 118 miliardów pomocy wojskowej. 41% kwoty przeznaczonej na pomoc militarną pochodziło ze Stanów Zjednoczonych, zaś 43% z krajów Unii Europejskiej (głównie Niemiec, Danii, Holandii i Polski); największą kwotę na pomoc dla Ukrainy w stosunku do swojego Produktu Krajowego Brutto przekazały Estonia i Dania.

#### Pomoc dla Ukrainy w cyberwojnie

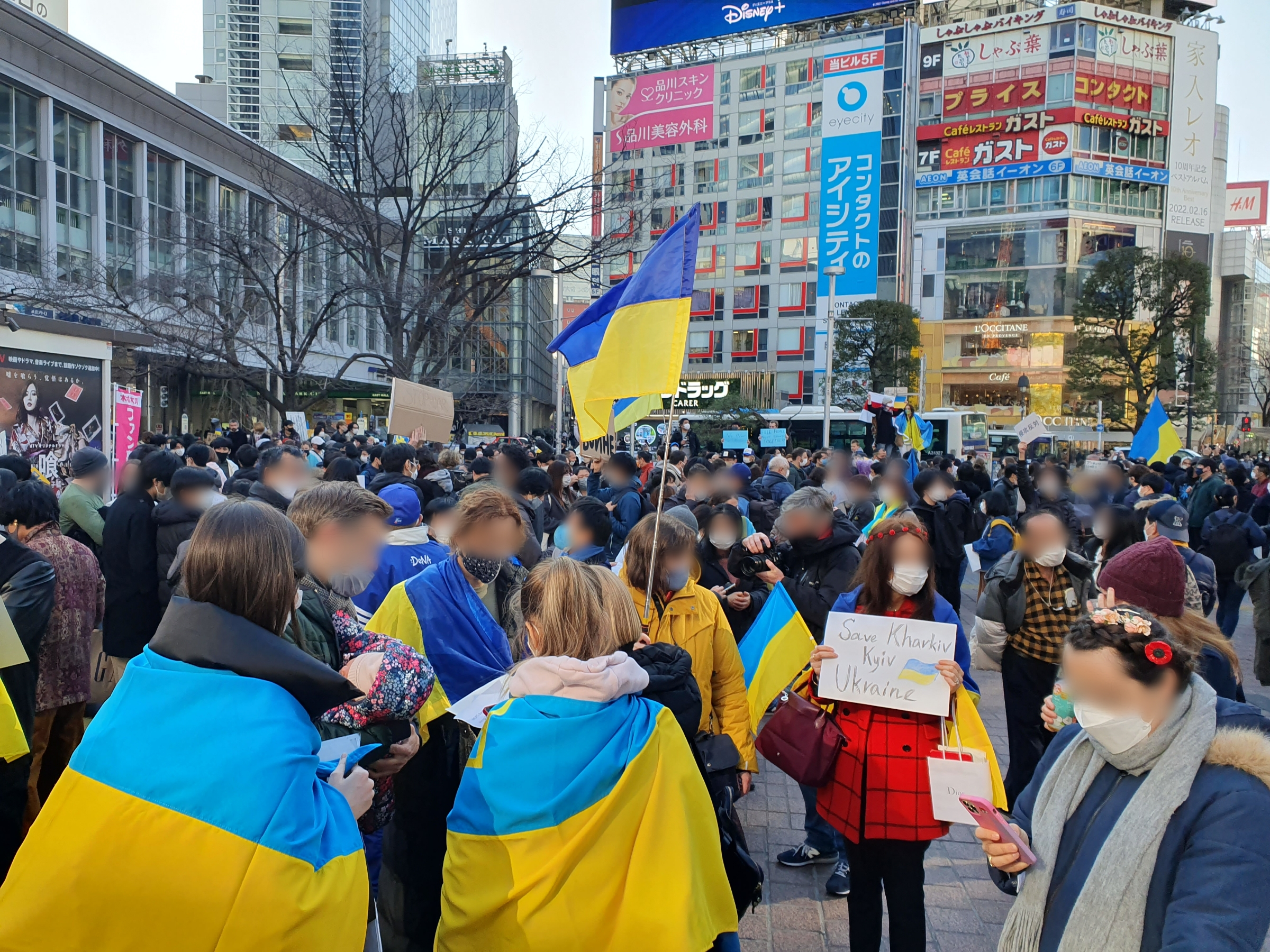
Protest w Tokio 26 lutego 2022

Przyłączenie się do blokowania rosyjskich stron internetowych i „wypowiedzenie wojny Rosji” zadeklarowała międzynarodowa grupa hakerów Anonymous oraz Cyber Partizans – białoruscy hakerzy walczący z reżimem Aleksandra Łukaszenki. Przypuszczano, że działania grupy zwanej „IT Army” były koordynowane przez przedstawicieli administracji ukraińskiej. Hakerzy ogłosili zhakowanie rosyjskiej telewizji państwowej (zamiast jej transmisji nadali materiały przygotowane przez stronę ukraińską), mieli wyłączyć internetową telewizję Russia Today, przyłączyć się do blokady stron administracji rządowej i największych przedsiębiorstw rosyjskich na czele z Gazpromem. Ogłosili też udostępnienie bazy danych wykradzionych z Białorusi i nagrań wojskowej komunikacji rosyjskiej armii. Władze rosyjskie początkowo zaprzeczały, że strony rządowe są atakowane z zewnątrz, ale 27 lutego państwowa agencja prasowa TASS przyznała, że strony rosyjskie padają ofiarą ataków DDoS.
Dla zapewnienia kontaktu z siecią na terenie Ukrainy Elon Musk 27 lutego uruchomił nad tym krajem Starlink i zapowiedział rychłe dostarczenie odbiorników połączonych z przetwornikami sygnału nadawanego przez satelity, co nastąpiło już następnego dnia.
W pomoc dla Ukrainy w cyberwojnie zaangażowała się też polska branża IT. Powstał projekt Tech for Ukraine, w ramach którego przedsiębiorstwa informatyczne angażują się w walkę z dezinformacją oraz pomagają utrzymywać ukraińskie systemy informatyczne.

### Reakcja społeczności międzynarodowej

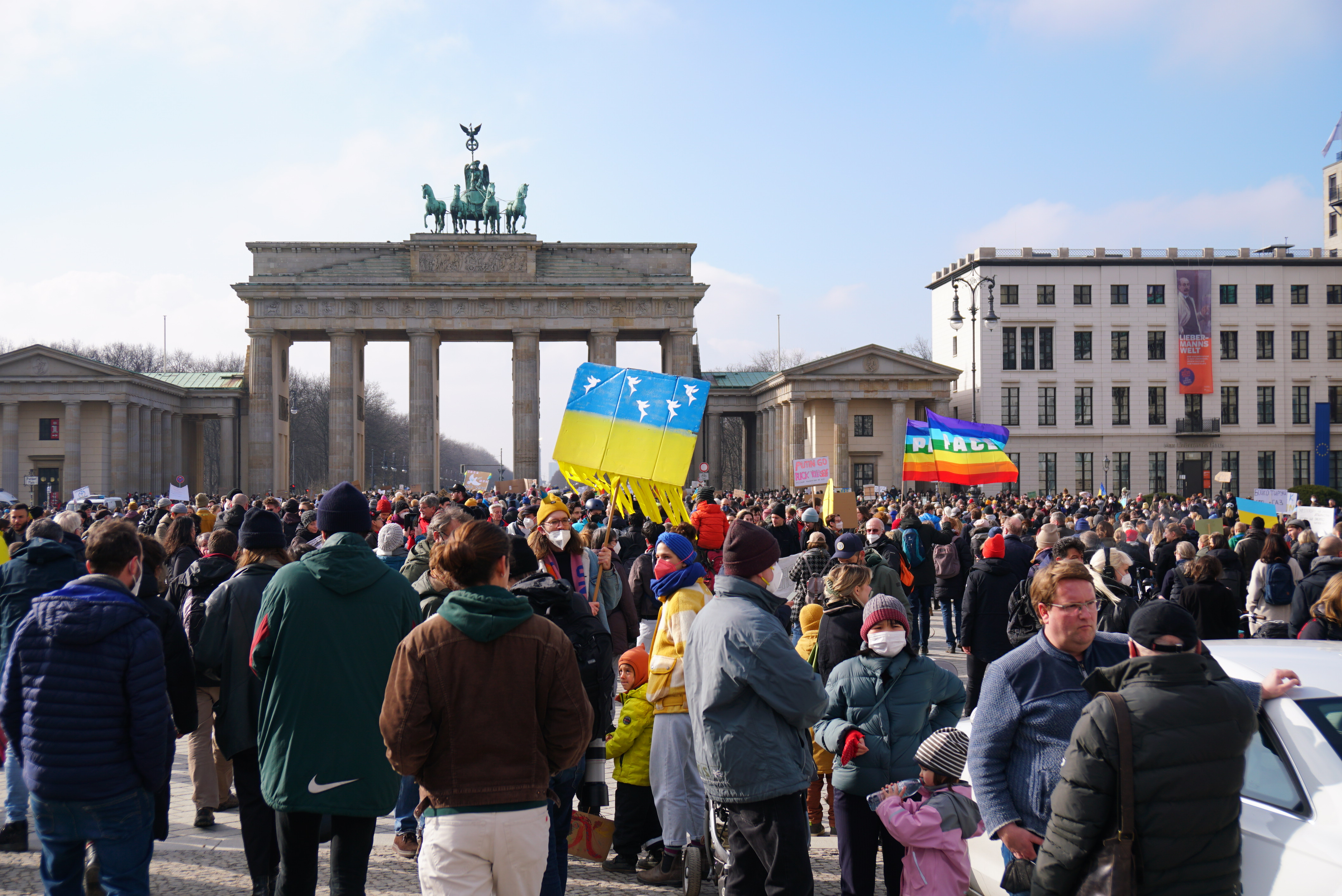
Protest w Berlinie 27 lutego 2022

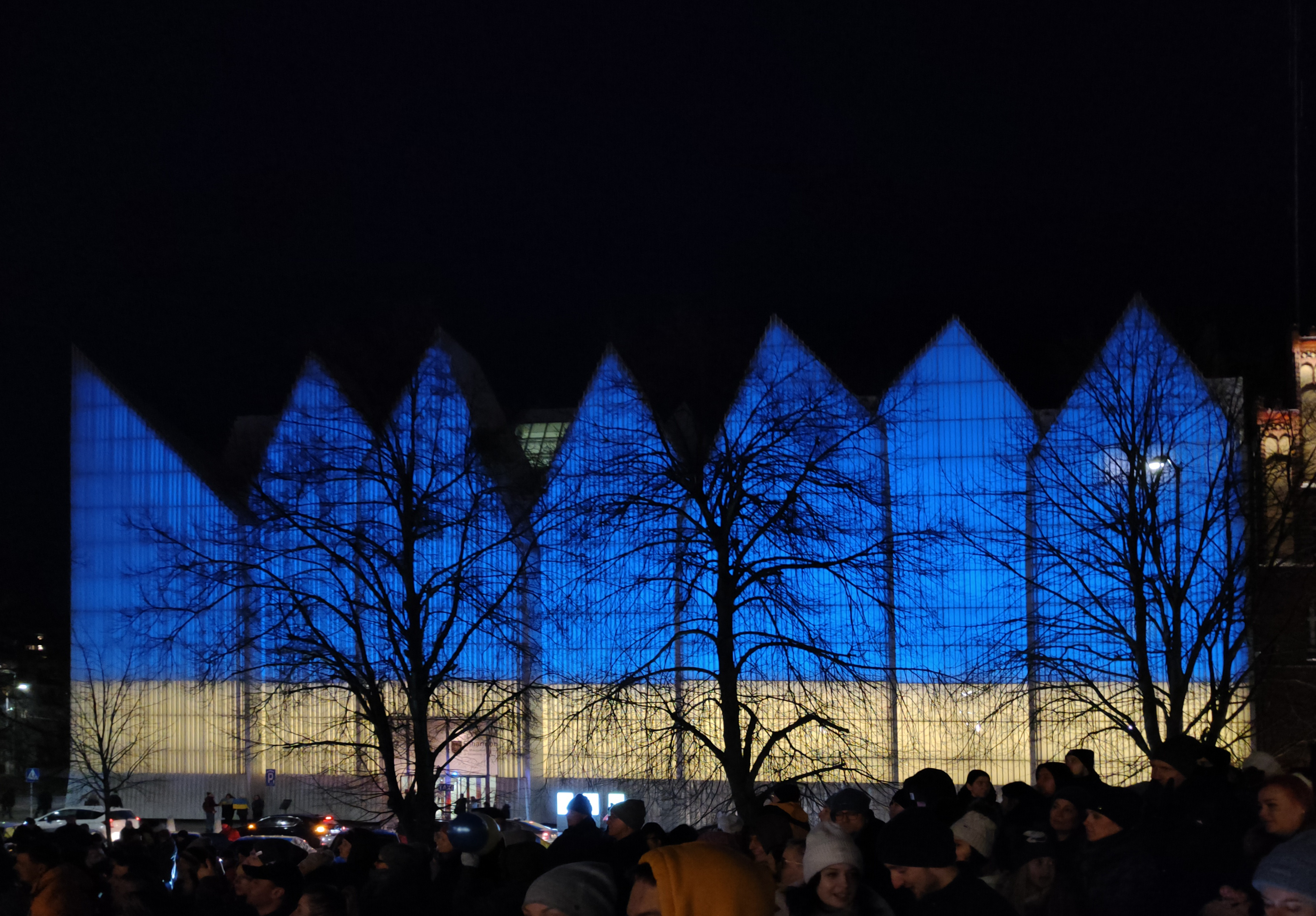
Filharmonia im. Mieczysława Karłowicza w Szczecinie w barwach narodowych Ukrainy

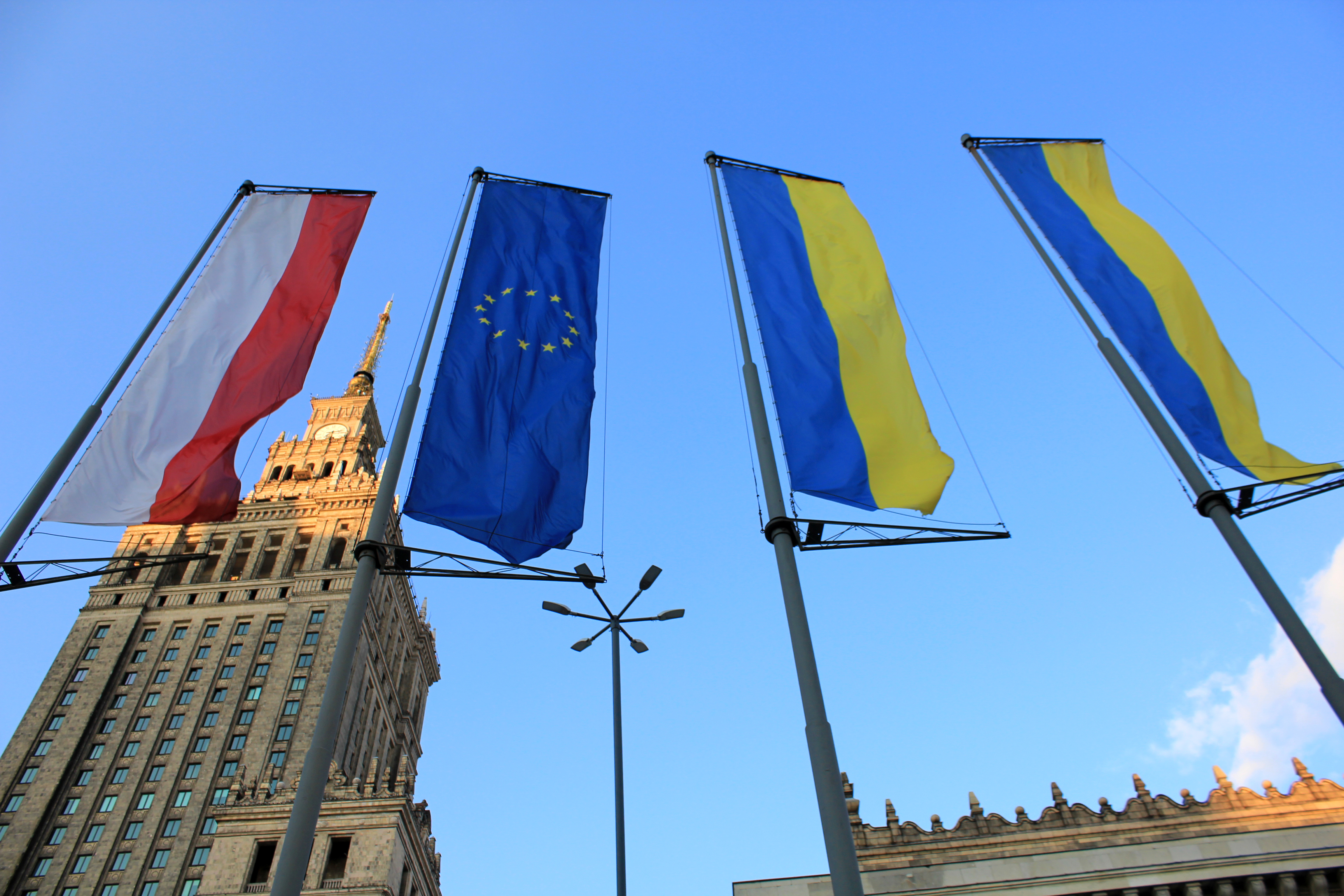
Dwie flagi Ukrainy z flagami (od lewej) polską i unijną przed Pałacem Kultury i Nauki, maj 2022 r.

W wielu krajach świata (między innymi w Polsce, Stanach Zjednoczonych, Kanadzie, Czechach, Niemczech i krajach byłego ZSRR) zorganizowano protesty potępiające inwazję Rosji na Ukrainę. W Rosji głównymi ośrodkami takich manifestacji były Moskwa i Petersburg (oprócz tego znaczne demonstracje odbyły się między innymi w Jekaterynburgu, Nowosybirsku czy Niżnym Nowogrodzie). Według niezależnej od rosyjskiego rządu monitorującej łamanie praw człowieka i prześladowania polityczne strony internetowej OVD-Info w wyniku protestów trwających po rozpoczęciu inwazji w Rosji zatrzymano ponad 15 000 osób. Druga fala protestów w Rosji rozpoczęła się we wrześniu 2022 roku po ogłoszeniu decyzji o częściowej mobilizacji rezerwistów; szczególnie intensywne protesty miały miejsce na Kaukazie Północnym, w Dagestanie doszło do starć pomiędzy protestującymi a rosyjską policją. Niezadowolenie społeczne wywoływała również nadreprezentatywność przedstawicieli niesłowiańskich grup etnicznych wśród zmobilizowanych.
W Polsce bojkotowane są firmy, które nie wycofały się ze swojej działalności w Rosji. Bank PKO poinformował o zmniejszonej dynamice obrotów tych firm.
Demonstracje prorosyjskie odbyły się m.in. w Serbii, Bośni i Hercegowinie, Czarnogórze, Cyprze, Czechach, Niemczech, Polsce, Republice Środkowoafrykańskiej.
25 lutego w Grecji odbył się protest Komunistycznej Partii Grecji i Syrizy, które potępiły atak Rosji na Ukrainę oraz uczestnictwo Grecji w NATO.
Według sondażu przeprowadzonego przez ABC News i „The Washington Post” nastroje Amerykanów względem Rosji zbliżyły się do tych z okresu zimnej wojny. Obywatele USA popierają sankcje skierowane przeciwko Rosji, jednak ta aprobata spada wraz ze wzrostem cen m.in. energii. Natomiast sondaż AP opublikowany 28 marca pokazał, że 56% Amerykanów chce ostrzejszych sankcji wobec Federacji Rosyjskiej, nawet jeśli dotkną one gospodarkę USA. Przy tym 88% obawia się użycia broni jądrowej przez Rosję wobec innych krajów, a 75% przeciwko USA.
W m.in. Stanach Zjednoczonych, Portugalii, Czechach, Niemczech dochodziło do wrogich działań wobec mniejszości rosyjskiej, która nie deklarowała poparcia dla agresji Rosji względem Ukrainy.
Natychmiast po wybuchu wojny władze państwowe i samorządowe, organizacje humanitarne i indywidualni wolontariusze rozpoczęli akcję zbiórki środków i zaopatrzenia, a także organizacji przewozu i pobytu dla napływającej fali uchodźców. 64% Polaków zaangażowało się w pomoc Ukraińcom. Wśród oddolnie organizowanych akcji wsparcia dla Ukraińców wykorzystana została m.in. aplikacja Airbnb, za pomocą której osoby również spoza Europy masowo rezerwowały noclegi u prywatnych właścicieli mieszkań na Ukrainie, nie zamierzając przyjeżdżać do ogarniętego wojną kraju, a jedynie w celu przekazania pieniędzy i dodania otuchy w komentarzach. Jednocześnie w usługach internetowych umożliwiających dodanie opinii o obiektach komercyjnych w Rosji np. Google Maps czy TripAdvisor – wielu użytkowników przekazywało Rosjanom informacje o rzeczywistej sytuacji na froncie.

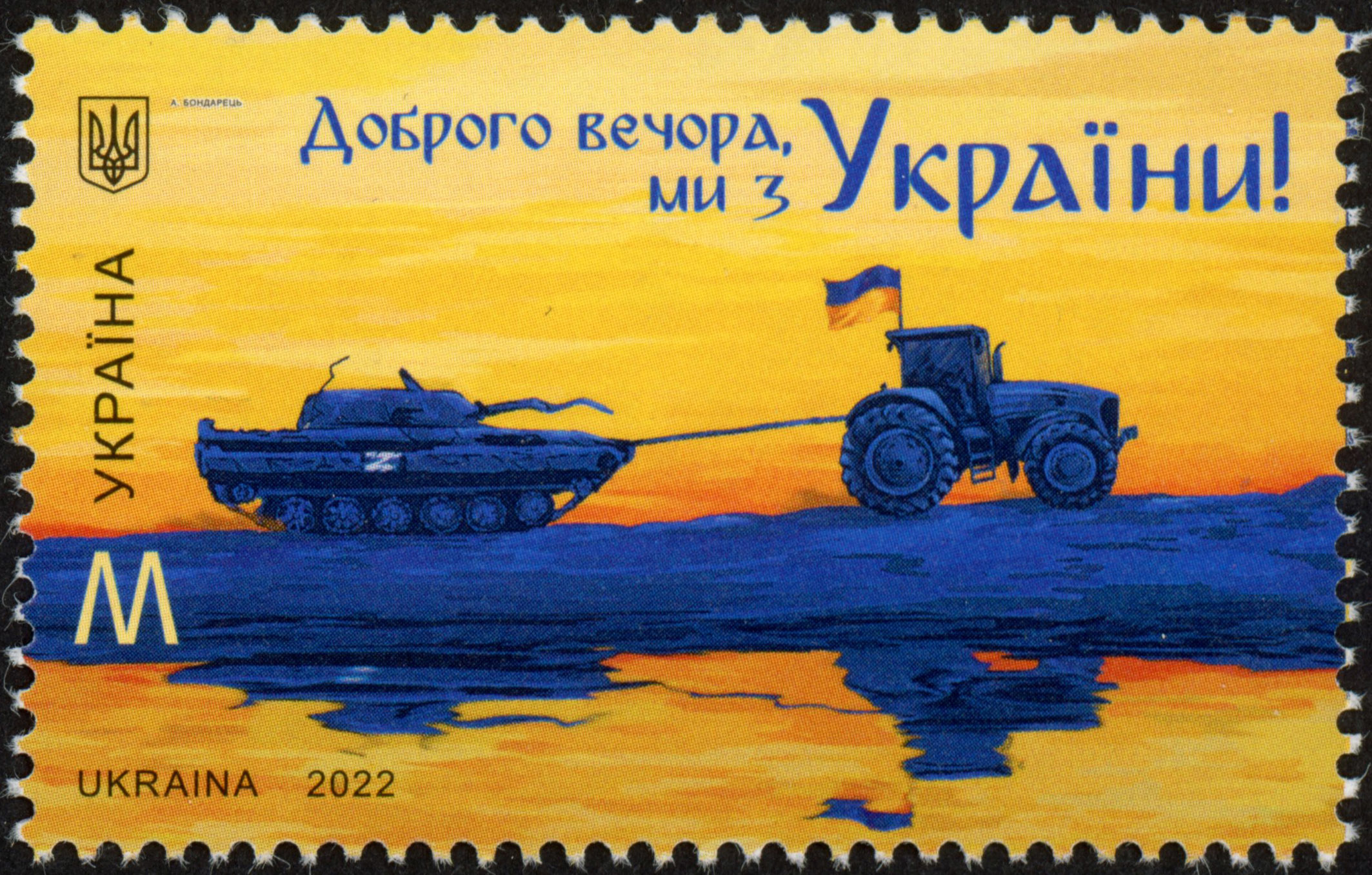
Ukraiński znaczek pocztowy parodiuje przejmowanie rosyjskiego sprzętu wojskowego przez cywili

#### Sport
Władze fińskiego klubu hokeja na lodzie Jokerit 25 lutego 2022 wycofały drużynę z rosyjskich rozgrywek KHL w sezonie 2021/2022. Na skutek inwazji ze wszystkich struktur tych rozgrywek 27 lutego 2022 wycofał się łotewski klub Dinamo Ryga, uczestniczący w lidze od jej początku w 2008. 28 lutego 2022 Międzynarodowa Federacja Hokeja na Lodzie (IIHF) zawiesiła udział wszystkich drużyn narodowych i klubowych z Rosji i Białorusi każdej kategorii wiekowej we wszystkich zawodach i imprezach do odwołania.
Tego samego dnia FIA za porozumieniem sponsorów podjęła decyzję o odwołaniu planowanego na 25 września 2022 Grand Prix Rosji Formuły 1.
Międzynarodowa Federacja Narciarska 25 lutego ogłosiła odwołanie wszystkich mających odbyć się w Rosji zawodów w sezonie 2021/2022. Ponadto podczas wszystkich ceremonii zamiast hymnu i flagi Rosji będzie używany hymn i flaga FIS, choć zawodnicy z Rosji mogą startować jako reprezentanci swojego kraju.
25 lutego Międzynarodowa Federacja Szachowa zadecydowała o przeniesieniu 44. Olimpiady Szachowej oraz 93. Kongresu FIDE, które pierwotnie miały się odbyć w Moskwie między 26 lipca a 8 sierpnia 2022. 16 marca FIDE zawiesiła do odwołania możliwość startu w oficjalnych turniejach FIDE drużynom narodowym Rosji i Białorusi. 21 marca Komisja Etyki i Dyscypliny FIDE zadecydowała o wykluczeniu arcymistrza Sergieja Karjakina ze wszystkich zawodów szachowych rangi FIDE na okres sześciu miesięcy, argumentując to naruszeniem Kodeksu Etycznego FIDE w związku z jego wypowiedziami w mediach społecznościowych odnośnie konfliktu zbrojnego na Ukrainie.
26 lutego 2022 Polski Związek Piłki Nożnej ogłosił, że reprezentacja Polski w piłce nożnej nie zagra meczu barażowego do mistrzostw świata przeciw Rosji (zaplanowanego na 24 marca 2022). Tego samego dnia szwedzka federacja piłkarska wydała komunikat, że także kadra tego kraju nie zagra ewentualnego spotkania z Rosją w ramach tych samych baraży. 27 lutego o takiej samej decyzji poinformowała federacja czeska.
Międzynarodowa Unia Biathlonu oraz Międzynarodowa Federacja Gimnastyczna ogłosiły 26 lutego, że sportowcy z Rosji i Białorusi będą mogli startować w organizowanych przez nie zawodach tylko jako zawodnicy neutralni, niereprezentujący swoich państw.
28 lutego 2022 władze niemieckiego klubu piłkarskiego FC Schalke 04 ogłosiły przedterminowe zakończenie współpracy z głównym sponsorem, rosyjskim przedsiębiorstwem Gazprom, która trwała od 2007, zgodnie z odnowioną umową z 2021 miała obowiązywać do 2025. Tego samego dnia FIFA i UEFA ogłosiły zawieszenie rosyjskich klubów i reprezentacji narodowej we wszystkich rozgrywkach. UEFA podjęła również decyzję o zakończeniu współpracy z Gazpromem we wszystkich organizowanych rozgrywkach, tj. Lidze Mistrzów, rozgrywkach reprezentacji narodowych w ramach UEFA oraz Mistrzostwach Europy w 2024 r.
1 marca Międzynarodowa Federacja Narciarska, po deklaracjach strony polskiej (organizatorów Mistrzostw Świata Juniorów w Zakopanem), oraz strony norweskiej (organizatorów Raw Air, a następnie Mistrzostw Świata w Lotach Narciarskich), ogłosiła, że zawiesza do końca sezonu 2021–2022 starty zawodników z Rosji i Białorusi.
1 marca Europejska Konfederacja Piłki Siatkowej (CEV) oraz Międzynarodowa Federacja Piłki Siatkowej (FIVB) oświadczyły, że „wszystkie rosyjskie i białoruskie drużyny narodowe, sportowcy, kluby i działacze nie kwalifikują się do udziału w imprezach”, co dotyczy imprez siatkówki halowej, plażowej i na śniegu. Wcześniej władze klubu ZAKSA Kędzierzyn-Koźle ogłosiły, że drużyna nie przystąpi do rywalizacji w ćwierćfinale siatkarskiej Ligi Mistrzów przeciwko Dinamo Moskwa. Również 1 marca FIVB ogłosił odebranie Rosji Mistrzostw Świata w piłce siatkowej mężczyzn, które miały się odbyć na przełomie sierpnia i września 2022 roku. Imprezę ostatecznie zorganizowały wspólnie Polska i Słowenia.
1 marca oświadczenie wydała także Międzynarodowa Federacja Tenisowa (ITF), która odwołała wszystkie wydarzenia pod egidą ITF w Rosji i Białorusi, a także zawiesiła członkostwo w swoich strukturach Rosyjskiej i Białoruskiej Federacji Tenisowych. Podobne sankcje nałożyły władze kobiecej (Women’s Tennis Association) i męskiej (Association of Tennis Professionals) federacji tenisowej.
Również 1 marca organizacja promująca walki MMA – KSW zapowiedziała zawieszenie współpracy z rosyjskimi zawodnikami oraz zablokowanie transmisji z gali w rosyjskiej telewizji.
W dniu 22 lipca 2022 polskie Ministerstwo Sportu i Turystyki ogłosiło rekomendacje obejmujące warunki dotyczące ewentualnego uczestnictwa zawodników z Rosji i Białorusi we współzawodnictwie sportowym na terenie Polski, wzywając do ich przestrzegania.

#### Muzyka
Rosja została wykluczona z udziału w Konkursie Piosenki Eurowizji 2022. Wielu polskich artystów muzycznych nagrało proukraińskie utwory (np. „Mimo burz” Margaret i Kacezeta oraz „Mamo tyś płakała” autorstwa Sanah i Igora Herbuta) lub przeznaczyło dochód ze swoich albumów dla potrzebujących Ukraińców. Symbolem walki ukraińskich żołnierzy stał się utwór „Bayraktar” nawiązujący do tureckich dronów bojowych o tej samej nazwie, napisany i skomponowany przez ukraińskiego żołnierza Tarasa Borovoka; w pierwszych dniach wojny został wyświetlony ponad milion razy. Telewizja Polska wraz z organizacją Caritas 27 lutego zorganizowały koncert „Solidarni z Ukrainą”. Inny koncert został zorganizowany przez Narodowe Forum Muzyki. Swój sprzeciw wyrażali również ukraińscy muzycy i zespoły, tacy jak Go A czy Lena Usenko. 7 kwietnia zespół Pink Floyd opublikował w celu zebrania funduszy dla Ukrainy pierwszy od 28 lat nowy utwór „Hey Hey Rise Up” z wykorzystaniem pieśni „Tam na łące czerwona kalina” śpiewanej przez Andrija Chływniuka zarejestrowanej w atakowanym Kijowie.
Pod hasłem #StandWithUkraine, po rozpoczęciu rosyjskiej inwazji, hymn państwowy Ukrainy grany i śpiewany był przez lokalnych artystów w salach koncertowych, filharmoniach, teatrach i operach na całym świecie, od Tallinna, przez Katowice, Berlin, Mediolan, Wiedeń, Paryż, Londyn, Nowy Jork i Los Angeles, po Tokio, a w jej początkowych dniach nawet w Rosji podczas pacyfikowanych przez rosyjskie siły bezpieczeństwa protestów przeciw wojnie.